# Liste der Kulturdenkmale in Himmelsfürst
In der Liste der Kulturdenkmale in Himmelsfürst sind die Kulturdenkmale des Brand-Erbisdorfer Ortsteils Himmelsfürst verzeichnet, die bis August 2022 vom Landesamt für Denkmalpflege Sachsen erfasst wurden (ohne archäologische Kulturdenkmale). Die Anmerkungen sind zu beachten.
Diese Aufzählung ist eine Teilmenge der Liste der Kulturdenkmale in Brand-Erbisdorf.

## Liste der Kulturdenkmale in Himmelsfürst
| Bild                                    | Bezeichnung | Lage                                   | Datierung                                                                               | Beschreibung | ID       |
| --------------------------------------- | --- | -------------------------------------- | --------------------------------------------------------------------------------------- | --- | -------- |
| Direkt Bild zu diesem Denkmal hochladen | Sachgesamtheitsbestandteil Himmelsfürst Fundgrube der Sachgesamtheit Brander Revier (09208604) mit Bergbauanlagen sowie bergbauwasserwirtschaftlichen Anlagen im Ortsteil Himmelsfürst | (Himmelsfürst) (Karte)                 | Ab dem 16. Jahrhundert                                                                  | Sachgesamtheitsbestandteil der Sachgesamtheit Brander Revier: Bergbauanlagen sowie bergbauwasserwirtschaftliche Anlagen im Gemeindegebiet von Brand-Erbisdorf und den zugehörigen Ortsteilen Himmelsfürst, Langenau, Linda und St. Michaelis; weitgehend authentisch erhaltene Bergbauanlagen zur Förderung und Aufbereitung der Himmelsfürst Fundgrube, in seltener Dichte und Vollständigkeit, als wichtigste Silbererzgrube Sachsens von großer bergbaugeschichtlicher, regional- und landesgeschichtlicher, baugeschichtlicher und landschaftsbildprägender Bedeutung | 09208116 |
|                                         | Teilstück der Bahnstrecke Brand-Erbisdorf–Langenau mit Gleiskörper, Bahndamm sowie Eisenbahnviadukt, Stützmauern und ehemaliger Kunstgrabendurchlass (Einzeldenkmal der Sachgesamtheiten 09208604 und 09208116)                                                                                     | Am Frankenschacht (Karte)              | 1889                                                                                    | Einzeldenkmal der Sachgesamtheit Brander Revier; landschafts- und ortsbildprägendes Teilstück, aufgrund der Bedeutung des Eisenbahnanschlusses für die wirtschaftliche Entwicklung der Himmelsfürst Fundgrube von regionalgeschichtlicher, verkehrshistorischer und bergbauhistorischer Bedeutung, baugeschichtlich bedeutende Gitterträgerbrücke mit Seltenheitswert und für das Ortsbild maßgeblich | 09208603 |
| Direkt Bild zu diesem Denkmal hochladen | Mittlere Wäsche, Lange Wäsche: Erzwäsche mit zwei Anbauten und Schornstein, Erzbahndamm mit Ruine einer Vierbogenbrücke zwischen Damm und Wäsche, Reste des Wäschgrabens sowie das Mundloch der Langenauer Rösche (Einzeldenkmale der Sachgesamtheiten 09208604 und 09208116)                       | Am Frankenschacht 1 (Karte)            | 1770, später verändert                                                                  | Einzeldenkmale der Sachgesamtheit Brander Revier; Teile der umfänglicheren Erzaufbereitungsanlagen der Himmelsfürst Fundgrube bestehend aus mehreren standortnahen Erzwäschen, den verbindenden Transportanlagen sowie der Anlagen zur Versorgung mit Aufschlagwasser, noch gut erkennbare und bergbaugeschichtlich bedeutende Anlage. Mittlere Wäsche: zweigeschossiger Massivbau. | 09208662 |
| Direkt Bild zu diesem Denkmal hochladen | Ehemaliges Wassergöpel-Treibehaus auf dem Dorothea Schacht der Himmelsfürst Fundgrube (Einzeldenkmal der Sachgesamtheiten 09208604 und 09208116) | Am Frankenschacht 4 (Karte)            | 1779                                                                                    | Einzeldenkmal der Sachgesamtheit Brander Revier; ältestes erhaltenes Schachtgebäude der Himmelsfürst Fundgrube, aufgrund seines Alters und seiner Authentizität sowie als Zeugnis einer komplexen, von Johann Friedrich Mende errichteten Förderanlage von besonderer bergbauhistorischer Bedeutung | 09304242 |
| Direkt Bild zu diesem Denkmal hochladen | Ehemaliger Förderturm, Gestängekaue (Nr. 11) und Halde des Franken Treibeschachtes sowie Haldenstützmauern und Reste einer Erzrolle (Einzeldenkmale der Sachgesamtheiten 09208604 und 09208116) | Am Frankenschacht 11 (Karte)           | 1781 (Kaue); Ende 18. Jahrhundert bis Anfang 20. Jahrhundert (Halde); 1889 (Treibehaus) | Einzeldenkmale der Sachgesamtheit Brander Revier; als zentraler Förderschacht der bedeutenden Silbererzgrube Himmelsfürst Fundgrube sowie im Kontext mit der Gestängekaue als Zeugnis einer komplexen, von Johann Friedrich Mende errichteten Förderanlage von besonderer bergbauhistorischer und ortsentwicklungsgeschichtlicher Bedeutung, darüber hinaus auch orts- und landschaftsbildprägend | 09208602 |
| Direkt Bild zu diesem Denkmal hochladen | Vertrau auf Gott Treibeschacht: Halde, Reste der ehemaligen Fördereinrichtung sowie des Wassergöpel-Treibehauses mit Abzugsrösche und zugehörigem Mundloch, zwei Kunstgraben-Teilstücke, ein Bewetterungsschacht sowie Haldenstützmauern (Einzeldenkmal der Sachgesamtheiten 09208604 und 09208116) | Am Huthaus (Langenauer Straße) (Karte) | 1705–1915                                                                               | Einzeldenkmale der Sachgesamtheit Brander Revier; als Zeugnisse eines Förderhauptschachts sowie als Bestandteil der Aufschlagwasserversorgungsanlagen der Himmelsfürst Fundgrube von großer bergbauhistorischer Bedeutung. Halde mit Resten der ehemaligen Fördereinrichtung, Mundloch aus Bruchstein. | 09208669 |
| Weitere Bilder                          | Wartehäuschen der Haltestelle Himmelsfürst (Einzeldenkmal der Sachgesamtheiten 09208604 und 09208116) | Am Huthaus (Karte)                     | Um 1905                                                                                 | Einzeldenkmal der Sachgesamtheit Brander Revier: original erhaltener hölzerner Typenbau, Zeugnis für die Erschließung der Region und vor allem des Standorts der Himmelsfürst Fundgrube durch die Bahnstrecke Berthelsdorf–Großhartmannsdorf mit Zweiggleis Brand–Langenau, daher von regional-, wirtschafts- sowie bergbaugeschichtlicher Bedeutung. Original erhaltener hölzerner Typenbau. | 09304483 |
| Direkt Bild zu diesem Denkmal hochladen | Ehemaliges Huthaus der Himmelsfürst Fundgrube, Unteres Alt Himmelsfürster Huthaus (Einzeldenkmal der Sachgesamtheiten 09208604 und 09208116) | Am Huthaus 1 (Karte)                   | 1573                                                                                    | Einzeldenkmal der Sachgesamtheit Brander Revier: ehemaliges Huthaus der Himmelsfürst Fundgrube – schlichter Bau von orts- und bergbauhistorischer Bedeutung. Ursprünglich eines der ältesten Zechengebäude des Brander Reviers aus dem 16. Jahrhundert, zeugt das Untere Alt Himmelsfürster Huthaus von den Anfängen der bedeutenden Himmelsfürst Fundgrube (vgl. zur Geschichte der Fundgrube 09208116). Zu dieser Zeit war es entsprechend der damaligen Größe der Fundgrube nur eingeschossig ausgeführt und wies ein hohes Krüppelwalmdach auf. Neben der Betstube enthielt es die Wohnung des Steigers der Fundgrube. Im 19. Jahrhundert wurde auf den Grundmauern des Huthauses ein zweigeschossiges Wohnhaus aus massivem Erdgeschoss mit den Grundmaßen von 10 m × 8 m sowie einem verkleideten Oberstockfachwerk errichtet. Ob Teile des Vorgängerbaus im heutigen Wohnhaus enthalten sind, ist ohne genauere Bauuntersuchung nicht feststellbar Das äußere Erscheinungsbild lässt die Vermutung zu, dass das heutige Wohnhaus ein Gebäude des 19. Jahrhunderts ist. Es markiert aber weiterhin den Standort des Unteren Alt Himmelsfürster Huthauses und ist für das Ortsbild maßgeblich. Der Denkmalwert des Gebäudes ergibt sich aus seiner bergbauhistorischen und ortsbildprägenden Bedeutung. | 09247882 |
| Direkt Bild zu diesem Denkmal hochladen | Ruine eines ehemaligen Pulverturms (Einzeldenkmal der Sachgesamtheiten 09208604 und 09208116) | Am Huthaus 1 (gegenüber) (Karte)       | 1770                                                                                    | Einzeldenkmal der Sachgesamtheit Brander Revier; von bergbauhistorischer Bedeutung, als einer der wenigen erhaltenen Pulvertürme des sächsischen Erzbergbaus von Seltenheitswert. Der als Ruine erhaltene Pulverturm auf der Halde des Hoffend Glück Schachtes wurde 1770 auf den Grundmauern eines älteren Tagegebäudes aus dem Jahr 1573 errichtet und bis zur Einstellung des hiesigen Bergbaus 1913 noch genutzt. In ihm lagerte die Himmelsfürst Fundgrube (vgl. zur Geschichte der Fundgrube 09208116) ursprünglich das für die untertägigen Schießarbeiten benötigte Schwarzpulver, das seit der ersten Hälfte des 17. Jahrhunderts in den Freiberger Gruben zum Einsatz kam, sich aber erst spät in der zweiten Hälfte des 18. Jahrhunderts durchsetzte. Aufgrund der hohen Explosionsgefahr standen derartige Zweckgebäude oft abseits weiterer bergbaulicher Anlagen und nicht selten auf verlassenen Halden, wie es auch bei dem vorliegenden Pulverturm der Fall ist. Zudem weist er sehr starke Bruchsteinmauern aus Gneis auf, die eine rechtwinklige Grundfläche von 7,20 Metern × 6,40 Metern umschließen. Zusätzliche Stützmauern verstärken das Mauerwerk noch. Nur wenige dieser Pulvertürme blieben bis heute erhalten. Auch Ruinen dieser Bauten sind nur vereinzelt anzutreffen, so dass dieser noch gut als Pulverturm erkennbaren Ruine eine große bergbauhistorische Bedeutung zukommt. | 09247883 |
| Direkt Bild zu diesem Denkmal hochladen | Ehemaliges Bethaus der Himmelsfürst Fundgrube (Einzeldenkmal der Sachgesamtheiten 09208604 und 09208116) | Am Huthaus 2 (Karte)                   | Um 1750 (als Huthaus erbaut)                                                            | Einzeldenkmal der Sachgesamtheit Brander Revier; von orts- und bergbaugeschichtlicher Bedeutung. | 09247881 |
| Weitere Bilder                          | Neues Huthaus der Himmelsfürst Fundgrube (Einzeldenkmal der Sachgesamtheiten 09208604 und 09208116) | Am Huthaus 3 (Karte)                   | 1858–1859                                                                               | Einzeldenkmal der Sachgesamtheit Brander Revier; original erhaltener, repräsentativer Putzbau von orts- und bergbaugeschichtlicher Bedeutung | 09208689 |
| Direkt Bild zu diesem Denkmal hochladen | Ehemaliges Huthaus und späteres Direktorenwohnhaus, ehemaliges Tagegebäude und spätere Scheune, Ruine des Pferdegöpel-Treibehauses auf dem Grün Rosner Schacht, Halde mit Haldenstützmauern und Halbrondell aus Bruchsteinen (Einzeldenkmal der Sachgesamtheiten 09208604 und 09208116)             | Am Huthaus 6 (Karte)                   | 1775 (Huthaus); 18./19. Jahrhundert (Halde)                                             | Einzeldenkmal der Sachgesamtheit Brander Revier; gut erhaltener Bergbaukomplex von orts- und bergbaugeschichtlicher sowie baugeschichtlicher, teils auch personengeschichtlicher Bedeutung. Halde mit Bruchsteinhaus (Ruine) | 09208690 |
| Direkt Bild zu diesem Denkmal hochladen | Halde des Glück auf Schachtes (Einzeldenkmal der Sachgesamtheiten 09208604 und 09208116) | Am Schacht (Karte)                     | 1857                                                                                    | Einzeldenkmal der Sachgesamtheit Brander Revier; als eindrucksvolles Zeugnis der Grubenfelderweiterung der Himmelsfürst Fundgrube sowie als Halde eines Hauptschachts der zweiten Betriebsperiode zu DDR-Zeiten von besonderer bergbaugeschichtlicher und landschaftsbildprägender Bedeutung | 09304890 |
| Direkt Bild zu diesem Denkmal hochladen | Wohnstallhaus | Fürstenweg 2 (Karte)                   | Mitte 19. Jahrhundert                                                                   | Völlig frei stehend, zeit- und landschaftstypischer Bau von baugeschichtlichem und heimatgeschichtlichem Wert. Erdgeschoss massiv, Obergeschoss Fachwerk, rundum verbrettert. | 09208599 |
| Direkt Bild zu diesem Denkmal hochladen | Halde und Haldenstützmauer des Reichelt Treibeschachtes, Reste der Schachtaufmauerung, der Treibehausgrundmauern und der Kehrradstube im Haldenkörper sowie zwei Kunstgrabenteilstücke (Einzeldenkmale zu 09208604, 09208116 und 09208593)                                                          | Langenauer Straße (Karte)              | 1815–1904 (Halde); 1815–1816 (Radstube)                                                 | Einzeldenkmale der Sachgesamtheit Brander Revier; als Zeugnisse der Grubenfelderweiterung der Himmelsfürst Fundgrube und aufgrund der seltenen obertägigen Sichtbarkeit einer Kehrradstube von besonderer bergbau- bzw. technikgeschichtlicher Bedeutung. Reste des Schachtes (Halde, Stützmauer, Radstube) westlich der Langenauer Straße. | 09208663 |
| Direkt Bild zu diesem Denkmal hochladen | Kunstgraben (Herdflutgraben) und zwei Röschenmundlöcher (Einzeldenkmal der Sachgesamtheiten 09208604 und 09208116) | Lochmühlenweg (Karte)                  | 18. Jahrhundert                                                                         | Einzeldenkmal der Sachgesamtheit Brander Revier; Kunstgraben zur Ableitung der Wäschwasser von den Erzwäschen der Himmelsfürst Fundgrube in die Striegis, noch in Funktion befindliche, bergbaugeschichtlich bedeutende Anlage. Der Herdflutgraben diente zur Ableitung des in den Schlammteichen unterhalb des Franken Schachts (vgl. 09208602) von erzhaltigen Schlämmstoffen gereinigten Wassers von den Herden der Himmelsfürster Pochwerke und Erzwäschen (vgl. 09208662). Die „verbrauchten“ Wäschwasser wurden nicht wieder in das bergmännische Speicher- und Zuleitungssystem zur Wasserversorgung von Bergbau- und Erzaufbereitungsanlagen eingebracht, sondern zu einer weiteren Klärung den natürlichen Gewässern des Reviers wieder zugeführt. So sollten die Aufschlagwasser der Wasserräder, Wassersäulenmaschinen und Turbinen von Verunreinigungen frei gehalten und Schäden an den wertvollen Maschinenanlagen sowie ein unnötiger Schlammeintrag in die wasserableitenden Stolln verhindert werden. Zudem nahm der Herdflutgraben ein Teil der abziehenden Aufschlagwasser aus dem Franken Schacht und dem Albert Schacht (vgl. 09208116) auf. Die zugehörigen Abzugsröschenmundlöcher sind noch erhalten. Der schmale und teils am Hang steil hinab geführter Kunstgraben mit Wänden aus Trockenmauerwerk ist südlich der Frankenschachter Halde sowie der heutigen Deponie zum Teil verröscht, ansonsten aber im Gelände sichtbar und weiterhin wasserführend. Er mündet oberhalb einer Wehrstufe in die Striegis. Sein Wasser konnte dem Gewässer dort zur Beaufschlagung der Lochmühle (vgl. 08991254) sowie der Sieben Planeten Fundgrube (vgl. 09208597) über einen weiteren Kunstgraben wieder entnommen werden. Als funktioneller Bestandteil der Erzaufbereitungsanlagen ist der Herdflutgraben Zeugnis für den umsichtigen Umgang der Bergleute mit dem nutzbringenden, aber auch gefährlichen Wasser, das nicht um jeden Preis „hoch gehalten wurde“. Er ist damit von bergbaugeschichtlicher Bedeutung und wesentlich für das Verständnis des Ensembles der Himmelsfürst Fundgrube. | 09304687 |

## Tabellenlegende
- Bild: Bild des Kulturdenkmals, ggf. zusätzlich mit einem Link zu weiteren Fotos des Kulturdenkmals im Medienarchiv Wikimedia Commons. Wenn man auf das Kamerasymbol klickt, können Fotos zu Kulturdenkmalen aus dieser Liste hochgeladen werden:
- Bezeichnung: Denkmalgeschützte Objekte und ggf. Bauwerksname des Kulturdenkmals
- Lage: Straßenname und Hausnummer oder Flurstücknummer des Kulturdenkmals. Die Grundsortierung der Liste erfolgt nach dieser Adresse. Der Link (Karte) führt zu verschiedenen Kartendiensten mit der Position des Kulturdenkmals. Fehlt dieser Link, wurden die Koordinaten noch nicht eingetragen. Sind diese bekannt, können sie über ein Tool mit einer Kartenansicht einfach nachgetragen werden. In dieser Kartenansicht sind Kulturdenkmale ohne Koordinaten mit einem roten bzw. orangen Marker dargestellt und können durch Verschieben auf die richtige Position in der Karte mit Koordinaten versehen werden. Kulturdenkmale ohne Bild sind an einem blauen bzw. roten Marker erkennbar.
- Datierung: Baubeginn, Fertigstellung, Datum der Erstnennung oder grobe zeitliche Einordnung entsprechend des Eintrags in der sächsischen Denkmaldatenbank
- Beschreibung: Kurzcharakteristik des Kulturdenkmals entsprechend des Eintrags in der sächsischen Denkmaldatenbank, ggf. ergänzt durch die dort nur selten veröffentlichten Erfassungstexte oder zusätzliche Informationen
- ID: Vom Landesamt für Denkmalpflege Sachsen vergebene, das Kulturdenkmal eindeutig identifizierende Objekt-Nummer. Der Link führt zum PDF-Denkmaldokument des Landesamtes für Denkmalpflege Sachsen. Bei ehemaligen Kulturdenkmalen können die Objektnummern unbekannt sein und deshalb fehlen bzw. die Links von aus der Datenbank entfernten Objektnummern ins Leere führen. Ein ggf. vorhandenes Icon  führt zu den Angaben des Kulturdenkmals bei Wikidata.

## Ausführliche Denkmaltexte
1. ↑  Himmelsfürst Fundgrube:

Die Himmelsfürst Fundgrube liegt im Südwesten des Brander Reviers und war im 19. Jahrhundert neben der Himmelfahrt Fundgrube in Freiberg die bekannteste und bedeutendste Grube des sächsischen Erzbergbaus. Der Zeitpunkt ihrer Verleihung ist bisher nicht eindeutig geklärt. Das zumeist in der Literatur aufgeführte Jahr der Ersterwähnung, 1573, bezieht sich nach Dietrich und Maruschke auf eine namensgleiche Grube im Revier – stattdessen nennen sie hierfür das Jahr 1596 (vgl. Dietrich/Maruschke 2009, S. 15). Mohs hingegen ging 1802 von einer wesentlich früheren Aufnahme des Himmelsfürster Bergbaus in der ersten Hälfte des 16. Jahrhunderts aus (vgl. Mohs 1804, S. 118). Es sei nicht unüblich gewesen Zubußzechen – also solche, die noch keinen Überschuss erwirtschaften und durch Geldzuschüsse der Gewerkschaften getragen wurden – nicht in den Grubenverzeichnissen zu erwähnen. Auch hielt Mohs noch ältere, aber zwischenzeitlich wieder aufgelassene Grubenbaue auf dem Himmelsfürster Gebiet für möglich.

Anfänglich war die Himmelsfürst Fundgrube jedenfalls eine von vielen kleinen Gruben dieses Gebiets, welche sie aber im Laufe der Zeit in sich vereinte. Daher umfasste die Fundgrube zuletzt ein weit verzweigtes, umfangreiches Grubenfeld und eine große Anzahl an obertägigen Anlagen, von denen bis heute eine Vielzahl erhalten blieb. Sie liegen dabei hauptsächlich im heutigen, nach der Fundgrube benannten Brand-Erbisdorfer Stadtteil Himmelsfürst, weitere zugehörige Anlagen sind allerdings in den angrenzenden Stadtteilen Langenau und Linda sowie in der Gemarkung Erbisdorf zu finden. Diese sind in der Kulturdenkmalliste über ihren Bauwerksnamen als ehemalige Bestandteile der Himmelsfürst Fundgrube gekennzeichnet.

Die Grube Himmelsfürst konnte möglicherweise bereits 1573, sicher aber in den Jahren 1624 bis 1627 erstmals Silber ausbringen und den Überschuss als Ausbeute an die Gewerkschaft zahlen. Befördert durch den zeitgleichen Vortrieb des Churfürstlichen Thelersberger Stolln (dem derzeit tiefsten Entwässerungsstolln des Reviers, vgl. 09208657) von der Grube Gelobt Land (vgl. 09208584) aus in Richtung Westen führten Mutungen auf neu entdeckte Erzgänge zu einer steten Ausweitung des Himmelsfürster Grubenfeldes. Vom Donat Spat aus konnten auf diese Weise neue Abbaugebiete über den Nimm dich in acht Flachen und den Jung Einhorn oder Himmelsfürst Stehenden in nördlicher bzw. südlicher Richtung aufgeschlossen werden. 1667 begann für die Himmelsfürst Fundgrube eine Periode dauerhaften Silberausbringens und häufiger Ausschüttungen von Überschüssen an die Gewerkschaft. Auch ging mit dem weiteren Vortreiben des Thelersberger Stollnorts nach Westen ab 1679 eine neuerliche Ausweitung des Grubenfeldes einher. Über den Neuglück Spat näherte man sich im ersten Viertel des 18. Jahrhunderts dem heutigen Frankenschachter Gebiet und teufte dort mehrere Schächte ab. Über diese konnten neue Erzgänge, wie etwa der Dorothea Stehende im Jahr 1718, aufgeschlossen werden. Der 1735 aufgenommene Abbau auf dem sehr ergiebigen Teich Flacher leitete schließlich die Blütezeit der Himmelsfürst Fundgrube ein. Im gleichen Jahr wurden auch erste standortnahe Aufbereitungsanlagen eingerichtet, um das Silbererz bereits vor Ort vom tauben Gestein zu trennen. Die nachfolgende Verhüttung der aufbereiteten Erze erfolgte bis 1710 auf den gewerkschaftseigenen Langenauer Schmelzhütten, nach Einführung der Generalschmelzadministration aber auf den Freiberger Schmelzhütten. Ab 1740 begann die Himmelsfürst Fundgrube auf dem Teich Flachen Silbererze im Tiefbau (also unter dem Niveau des jeweils tiefsten Wasserlösestolln) abzubauen. Um das im Tiefsten anfallende Grubenwasser zu bewältigen, teufte man daher einen neuen Kunst- und Förderschacht – ab 1746 als Fundschacht auf dem Teich Flachen bezeichnet – ab, dessen mittels Wasserrad und Feldgestänge betriebenes Kunstgezeug das Grubenwasser ab 1745 bis zum Thelersberger Stolln hob. Die reichen Silbererzanbrüche auf dem Teich Flachen, in denen das Silber meist gediegen oder in Form von sehr silberhaltigem Glaserz vorlag, sowie auf dem von dem Teich Flachen aus überfahrenen und 1746 gemuteten Wiedergefunden Glück Stehenden bedingten eine rasante wirtschaftliche Entwicklung der Himmelsfürst Fundgrube, in deren Verlauf diese zur reichsten der sächsischen Silbererzgruben aufstieg. So wurde etwa im Jahr 1749 im Fundschacht eine 68 kg schwere Stufe aus gediegenem Silber, im Jahr 1750 eine weitere, sogar 141 kg schwere Silberstufe ausgebracht.

Aufgrund der allmählichen Verlagerung der Abbautätigkeiten nach Süden und vor allem nach Norden entschied sich die Fundgrube 1751 zur Anlage eines neuen, etwa 150 m nördlich des Fundschachts anzulegenden Kunstschachtes. Dieser wurde direkt im Erzgang Teich Flacher niedergebracht, so dass zugleich größere Mengen Erz abgebaut werden konnten. Die Wasserhaltung des Grubengebäudes versah ein 1758 in Betrieb genommenes Kunstgezeug, das 1767 bis 1771 um ein weiteres ergänzt wurde. Nebenbei versuchte man über den Vortrieb des Thelersberger Stolln den westlich des Teichs Flachen liegenden Erzgang Kalb Stehenden zu erschließen. Zusätzlich zu den Erweiterungen der Grubengebäude erfuhren in dieser Zeit auch die Tagegebäude auf Himmelsfürst größere Umgestaltungen. So wurden angesichts der immer größeren Fördermengen die Aufbereitungsanlagen 1742 um eine neue Stoßherdwäsche mit wasserzuführendem Kunstgraben (vgl. 08991262), 1753 um ein neues Pochwerk und 1770 um einen zweiten, benachbarten Aufbereitungskomplex, die sogenannte Mittlere Wäsche, ergänzt (vgl. 09208662). 1753 kam zudem eine neue Bergschmiede zum Gebäudebestand hinzu und 1770 ein neues Pulvermagazin (vgl. 09247883). Das vermutlich 1750 neu errichtete Huthaus (vgl. 09247881) erhielt 1753 eine Betstube und 1773 eine Grubenglocke – Sinnbild für den damaligen Wohlstand der Fundgrube.

Neben dem starken wirtschaftlichen Wachstum zeichnete sich die Himmelsfürst Fundgrube in Sachsen vor allem auch durch den Einsatz moderner Fördertechnologien aus. So kamen hier ab 1779 erstmals im Freiberger Revier ungarische Hunde als Förderwagen zum Einsatz. Im gleichen Jahr rüstete man einen 1774/1775 auf dem Dorothea Stehenden neu abgeteuften Förderschacht, den Dorothea Treibeschacht (vgl. 09304242), mit einem Pferdegöpel aus, der die bisherige Förderung mit Hilfe von Handhaspeln ersetzte. Diese technologische Weiterentwicklung wurde auch durch die Durchsetzung des Direktionsprinzips im sächsischen Montanwesen nach Ende des Siebenjährigen Kriegs 1763 befördert. So erfuhr die Fördertechnik der Himmelsfürst Fundgrube schließlich unter der Leitung des ersten sächsischen Kunstmeisters und Maschinendirektors Johann Friedrich Mende zwischen 1780 und 1790 eine umfangreiche Modernisierung. Über die beiden Kunsträder des 1751 angelegten Kunstschachtes auf dem Teich Flacher ließ Mende ein Kehrrad einbauen, welches über ein Kunstkreuz in einer obertägigen Gestängekaue (vgl. 09208602) sowie ein 73 m langes Feldgestänge die Seilkörbe im östlich gelegenen Dorothea Treibeschacht antrieb. Damit erfolgte die Himmelsfürster Erzförderung ab 1781 maschinell mit Hilfe eines Wassergöpels. Über ein zweites, nur 29 m langes Feldgestänge konnte dieser zudem die Förderanlage in einem weiteren, 1788 bis 1790 ebenfalls auf dem Teich Flachen abgeteuften Förderschacht, dem Franken Kunst- und Treibeschacht (vgl. 09208602), antreiben. Diese abwechselnd zu betreibenden Förderanlagen machten in Folge als technische Meisterleitung ihrer Zeit sowohl Mende als auch die Himmelsfürst Fundgrube berühmt.

Ein weiterer Hauptschacht zur Erzförderung auf Himmelsfürst entstand 1778/1779 etwa 360 m südlich des Fundschachts auf dem Vertrau auf Gott Stehenden. Auch der Vertrau auf Gott Schacht (vgl. 09208669) erhielt ein Kehrrad zur Förderung und Wasserhebung. Um die geförderten Roherze standortnah aufbereiten zu können, errichtete die Fundgrube 1793/1794 eine neue Poch- und Stoßherdwäsche unterhalb der entstehenden Schachthalde. Im Jahr 1791 übernahm die Himmelsfürst Fundgrube zudem nach langjährigen Gangstreitigkeiten die Nachbargrube Weißer Schwan samt Volle Rose als Beilehn und ließ dort 1794 einen neuen Förderschacht auf dem Erzgang Grün Rosner Stehenden abteufen, den mittels Pferdegöpel betriebenen Grün Rosner Treibeschacht (vgl. 09208690). Damit vergrößerte sich das bebaute Grubenfeld nochmals in südlicher Richtung. Mit der 1783 als Beilehn übernommenen Sieben Planeten Fundgrube (vgl. 09208597) besaß die Fundgrube zudem Grubengebäude auf Lindaer Flur, jedoch blieben diese stets ein Zuschussgeschäft. Die kontinuierliche Ausweitung der Grubengebäude führte trotz aller Bemühungen, die Grubenausbaue weniger mittels Holz denn durch Mauerwerk auszuführen, zu einem steigenden Holzbedarf der Fundgrube. Um diesen zu decken, ergänzte 1805 eine wassergetriebene Brettschneidemühle nahe der Mittleren Wäsche die obertägigen Anlagen. Das zu verarbeitende Holz lieferte ein zeitgleich erworbenes Waldstück auf Lindaer Flur.

Um die Jahrhundertwende betrieb die Himmelsfürst Fundgrube vier große Förderschächte, welche die Förderstrecken unter Tage minimierten, und drei zentrale Aufbereitungsstandorte, so dass auch über Tage nur kurze Transportwege für die geförderten Erzmengen anfielen. Waren um 1750 etwa 150 und um 1780 bereits etwa 500 Bergleute auf Himmelsfürst beschäftigt, wuchs die Belegschaft trotz aller technologischer Fortschritte bis um 1800 weiter auf 650 Mann an. Zu dieser Zeit war die Fundgrube das bedeutendste Silberbergwerk Sachsens.

Ein fünfter Hauptschacht, der mit einem Wassergöpel ausgestattete Reichelt Schacht (vgl. 09208663), entstand 1816 im Zuge der südöstlichen Grubenfelderweiterung auf dem Erzgang Jupiter oder Hoffentlich Stehenden. In entgegengesetzter Richtung wurde 1822 auch auf dem bereits um die Mitte des 18. Jahrhunderts angefahrenen Kalb Stehenden nordwestlich des Frankenschachter Gebiets ein neuer Kunst- und Treibeschacht abgeteuft, der Albert Schacht.

Nachdem die Erzgänge östlich des Jupiter Stehenden zuvor gemeinschaftlich als Himmelsfürst und Gelobt Land Fundgrube bebaut wurden, übernahm die Himmelsfürst Fundgrube das zugehörige Grubenfeld im Jahr 1837 als Beilehn und vereinigte auch das anschließende, 1828 als Nebengrube Junger Himmelsfürst angelegte Grubenfeld mit dem eigenen Grubengebäude. Dieses erhielt nachfolgend den Namen Himmelsfürst samt zugeschlagenen Zechen. Die Gelobt Land Fundgrube selbst wurde von Himmelsfürst schließlich im Jahr 1854 übernommen, so dass die Fundgrube nun zusammen mit dem zugehörigen, ab 1831 abgeteuften Förderschacht, dem Lade des Bundes Treibeschacht (vgl. hierzu die erhaltene große Halde mit der Nummer 271 in der Sachgesamtheit „Brander Revier“), auch einen Hauptschacht in diesem östlichsten Grubenteil besaß.

Zwischen 1832 und 1845 verzeichnete die Himmelsfürst Fundgrube dennoch einen Rückgang der Erzanbrüche. Zunehmende Probleme mit der Wasserhaltung in den Tiefbauen, das Abwerfen des Dorothea Treibeschachts 1836 sowie der Umbau der Förderanlage im Franken Treibeschacht 1843/1844 hatten ebenfalls zufolge, dass weniger Erze gefördert wurden und damit die Ausbeuten sanken. Das Einbringen tieferer Wasserlösestolln in den Franken Schacht in den Jahren 1840 – der Neuer Segen Gottes Stolln (vgl. 09208658) lag 21 m tiefer als der Thelersberger Stolln – und 1854 – der Moritz Stolln sogar 54 m unter dem Niveau des Neuer Segen Gottes Stolln – führte zur Entlastung der Himmelsfürster Kunstgezeuge. Um das für den Betrieb der zugehörigen Kunsträder und Wassersäulenmaschinen notwendige, aber knappe Aufschlagwasser ausschließlich auf die Wasserhebung konzentrieren zu können, stellte die Fundgrube zudem die Förderanlagen nach und nach von Wasser- auf Dampfkraft um. Nachdem der Lade des Bundes Treibeschacht bereits vor der Übernahme im Jahr 1847 eine Dampffördermaschine erhielt, folgte 1853/1854 der Vertrau auf Gott Treibeschacht. Mit neuerlichen großen Silbererzanbrüchen in den Jahren 1857 bis 1859, diesmal auf dem Erzgang August Flachen südwestlich des Frankenschachter Gebiets, teufte die Fundgrube im Jahr 1859 einen zunächst als Neuschacht bezeichneten und 1882 in Glück auf Schacht umbenannten neuen Hauptförderschachtschacht ab (vgl. 08991313). Auch bei diesem erfolgte später – im Jahr 1878 – die Nachrüstung einer Dampffördermaschine. Das Problem des Aufschlagwassermangels blieb allerdings weiterhin bestehen, so dass von 1867 bis 1869 ein Hilfskunstschacht unmittelbar neben dem Franken Schacht abgeteuft wurde, dessen Kunstgezeug auch mittels einer Dampfmaschine betrieben werden und so ein Absaufen der Grubenbaue verhindern konnte.

Die erneut ansteigenden Erzfördermengen und das Ende der Umstrukturierung und Grubenfelderweiterung führte zwischen 1845 und 1860 zu einem weiteren Ausbau der übertägigen Anlagen der Himmelsfürst Fundgrube. So wurden die Aufbereitungsanlagen unterhalb des Vertrau auf Gott Schachtes erweitert und ein neues, größeres Huthaus (vgl. 09208689) errichtet, welches der inzwischen erreichten Betriebsstärke mit etwa 1500 Beschäftigten entsprach. Die nun zu Himmelsfürst zugehörige Gelobt Lander Wäsche brach man 1869 ab und ersetzte sie durch einen massiven Neubau. Mit dem Ankauf der südlich bei Langenau gelegenen, allerdings nach erfolglosen Erkundungsarbeiten nicht weiter bebauten Nachbargrube Hoffnung Gottes im Jahr 1881 erreichte die Himmelsfürst Fundgrube ihre größte Ausdehnung. Ihr Grubenfeld erstreckte sich über das gesamte Gebiet zwischen Langenau, Linda, St. Michaelis, Erbisdorf und Niederfrei.

Dennoch setzte ab 1880 ein allmählicher Niedergang ein. So konnten weder moderne Aufbereitungsanlagen noch eine wesentlich verbesserte Wasserhaltung durch das Einbringen des tiefsten Wasserlösestolln aus dem Freiberger Revier – dem 114 m unter dem Niveau des Moritz Stolln auf den Franken Schacht treffenden Rothschönberger Stolln – langfristig dem einsetzenden Preisverfall des Silbers auf dem internationalen Markt entgegenwirken. Auch die Verstaatlichung der wichtigsten Gruben des Freiberger Reviers im Jahr 1886, darunter auch die Himmelsfürst Fundgrube, verfehlte trotz der nachfolgend getroffenen Modernisierungsmaßnahmen, wie etwa noch 1889 die Ausrüstung des Franken Schachts mit   einer Dampffördermaschine oder dem Anschluss der Fundgrube an das sächsische Eisenbahnnetz 1890 (vgl. 09208603), ihre Wirkung. 1900 erging daher der Beschluss des sächsischen Landtags, die Freiberger Gruben ab 1903 planmäßig abzurüsten und stillzulegen. In der Folgezeit wurde nicht nur der Grubenbetrieb auf Himmelsfürst zurückgefahren, sondern auch versucht Nachfolgeindustrie anzusiedeln. Mit der Stilllegung der Himmelsfürst Fundgrube im Jahr 1913 erreichten die Grubenbaue eine maximale Teufe von 662 m. Diese wurden bis Ende 1914 bis auf das Niveau des Rothschönberger Stollns geflutet, die Schächte anschließend verwahrt und die Übertageanlagen an andere Industriezweige verkauft bzw. abgebrochen. Lediglich die Dampfmaschine des Franken Schachts blieb zur Erzeugung von Elektrizität für Brand-Erbisdorf sowie die ansässige Industrie weiterhin in Nutzung. Das ehemalige Himmelsfürster Grubenfeld wurde jedoch nach dem Zweiten Weltkrieg zum Abbau von Blei- und Zinkerzen wiedererschlossen ab 1946 durch die SAG Wismut sowie ab 1951 durch den VEB Bleierzgruben „Albert Funk“ Freiberg (ab 1961 VEB Bergbau- und Hüttenkombinat „Albert Funk“ Freiberg). Für die Förderung reaktivierte man den Franken Schacht, den Glück auf Schacht, den Vertrau auf Gott Schacht sowie den Lade des Bundes Schacht. Bis 1965 wurde das Roherz anschließend per LKW zu den zentralen Aufbereitungsanlagen am Freiberger Davidschacht transportiert und nachfolgend in den nahegelegenen Hüttenwerken weiterverarbeitet. Danach konnte ein untertägiger Förderbetrieb mittels Erzbahn aufgenommen werden, der über einen 1962 vollendeten Förderquerschlag von den Abbauen am Glück auf Schacht und Lade des Bundes Schacht über den Constantin Schacht in Zug und den Thurmhof Schacht in Freiberg zum David Schacht und der dortigen Aufbereitung führte. 1969 endete aber auch diese zweite Betriebsperiode, bis 1970 erfolgten die neuerliche Verwahrung der Schächte und teils auch der Abbruch obertägiger Förderanlagen. Das Himmelsfürster Grubengebäude erreichte nach einer über 300-jährigen Betriebszeit der Fundgrube nun eine maximale Teufe von etwa 800 m. Mit zu Hochzeiten annähernd 1.800 Beschäftigten brachte die Grube insgesamt etwa 650 Tonnen Silber sowie große Mengen an Blei, Zink, Kupfer, Arsen, Schwefel und Uran aus.

  - Denkmalwert: Trotz der Lücken im Bestand durch Abbrüche und Umnutzungen sind die bis heute erhaltenen Gebäude und Anlagen der Himmelsfürst Fundgrube eindrucksvolle und weitgehend authentische Zeugnisse dieser wichtigsten Silbererzgrube Sachsens. In seltener Dichte und Vollständigkeit dokumentieren sie nicht nur die Funktionszusammenhänge zwischen Förderung, Aufbereitung und notwendiger Infrastruktur, sondern vermitteln in ihrer großräumigen Verteilung auch einen Eindruck von dem großen Umfang des Himmelsfürster Reviers über- sowie unter Tage. Hieran lässt sich zudem die über Jahrhunderte erstreckende Konsolidierung von Himmelsfürst mit den benachbarten Gruben nachvollziehen. Zusammen mit den vielen kleineren und größeren Halden des Gebiets, die wiederum Aussagen über die eingesetzte Fördertechnik zulassen und ihre Umgebung wesentlich prägen, sind die erhaltenen Gebäude und Anlagen damit von bergbaugeschichtlicher, regional- und landesgeschichtlicher, baugeschichtlicher und landschaftsprägender Bedeutung. Darüber hinaus kommt der Himmelsfürst Fundgrube auch eine wissenschafts- bzw. personengeschichtliche Bedeutung zu, da in den hiesigen Grubenbauen im Jahr 1885 ein bis dahin unbekanntes, von Albin Weisbach, Professor der Physik und Mineralogie an der Bergakademie Freiberg, Argyrodit benanntes Silbererz entdeckt wurde, in dem der Chemiker und Professor der Bergakademie Freiberg Clemens Winkler 1886 das Germanium nachweisen konnte.

Einzeldenkmale der Sachgesamtheit „Brander Revier“ im Ortsteil Himmelsfürst:
  - Am Huthaus – Wartehäuschen der Haltestelle Himmelsfürst
  - Am Huthaus 1 – Unteres Alt Himmelsfürster Huthaus
  - Am Huthaus 1 (gegenüber) – Ruine des Pulverturms
  - Am Huthaus 2 – Bethaus
  - Am Huthaus 3 – Neues Huthaus
  - Am Huthaus 6 – Huthaus, Nebengebäude, Treibehaus-Ruine des Grün Rosner Treibeschachts, Halde, Stützmauern der Weißer Schwan samt Volle Rose Fundgrube Stützmauern der Weißer Schwan samt Volle Rose Fundgrube
  - Am Frankenschacht – Teilstück der Eisenbahnstrecke Brand–Langenau mit Gleiskörper, Bahndamm, Eisenbahnviadukt, Stützmauern, Kunstgrabendurchlass
  - Am Frankenschacht 1 – Erzwäsche mit zwei Anbauten, Erzbahndamm mit Ruine einer Brücke, Kunstgraben, Röschenmundloch
  - Am Frankenschacht 4 – Treibehaus des Dorothea Treibeschachts
  - Am Frankenschacht 9, 14 – Förderturm des Franken Treibeschachts, Gestängekaue, Halde, Haldenstützmauern, Erzrolle
  - Am Schacht – Halde des Glück auf Schachtes
  - Lochmühlenweg – Herdflutgraben und Röschenmundloch
  - Am Huthaus – Halde des Vertrau auf Gott Treibeschachts, Reste von Fördereinrichtung und Treibehaus mit Abzugsrösche und Mundloch, zwei Kunstgraben-Teilstücke, Bewetterungsschacht, Haldenstützmauern
  - Langenauer Straße – Halde des Reichelt Treibeschachts, Haldenstützmauer, Reste von Schachtaufmauerung, Treibehaus und Kehrradstube, zwei Kunstgraben-Teilstücke.

Sachgesamtheitsbestandteile der Sachgesamtheit „Brander Revier“ im Ortsteil Himmelsfürst:
  - Am Frankenschacht 14 – ehemalige Scheidebank des Franken Treibeschachts
  - Am Frankenschacht 14 (neben) – ehemaliges Erzausschlagehaus des Franken Treibeschachts

Zu den landschaftsbildprägenden, bergbaugeschichtlich bedeutenden weiteren obertägigen Zeugnissen des einstigen Erzbergbaus im Ortsteil Himmelsfürst auf der Gemarkung St. Michaelis gehören weiterhin einige Halden und Haldenzüge.
 
Die Nummerierung der Halden, die Bestandteile der Sachgesamtheit und keine Einzeldenkmale sind, erfolgte in der Denkmalkartierung zeilenweise pro Planquadrat (A6 bis E8). Halden, die im Ensemble mit weiteren baulichen Denkmalen bestehen, sind als Einzeldenkmale nicht nummeriert und über die Straße sowie ggf. die Hausnummer verortet.

Für die Einordnung der Halden wurden neben der bisherigen Denkmalkartierung auf Grundlage von Beyer 1995 vor allem zwei aktuelle Karten zum Bergbaurevier Brand-Erbisdorf von 1990 und 2008 sowie mehrere historische Grubenrisse verwendet, darunter eine Karte von Freiberg und Umgebung mit Bezeichnung der Stollen und Mundlöcher von 1866 sowie zwei Grubenrisse von Stollen im Freiberger Revier von 1792 und 1802 (vgl. Literaturhinweise).

  - A6:
    - 43      Halde des Sigismund Fundschachts, Flurstücke 589, 590 und 591 (Beyer 1995: Nummer  90)

  - B6:
    - 44      Halde des Ruppert Schachts, Flurstück 631/1 (Bergbaukarte 2008: Nummer 224)
    - 45      Halde des Kalb Fundschachts, Flurstück 635 (Beyer 1995: Nummer  87, Bergbaukarte 2008: Nummer 238)

  - C6 (für Halden Nummer 46/47 siehe im Ortsteil St. Michaelis):
    - 48      Halde des Bär Schachtes, Flurstück 545/1 (Beyer 1995: Nummer  69, Bergbaukarte 2008: Nummer 211)
    - 49      Halde des Neuen Pfannen Schachts, Flurstück 510/12 (Beyer 1995: Nummer  70, Bergbaukarte 2008: Nummer 213)

  - B7:
    - 50      Halde des Albert Kunstschachtes, Flurstück 139 (Beyer 1995: Nummer  87, Bergbaukarte 2008: Nummer 240, zum Teil durch benachbarte Deponie eingeebnet, darunter Abzugsrösche mit Mundloch des Albert Schachtes, vgl. 9304687)
    - 51     Halden und Pingen von Tageschächten auf den Kalb Stehenden und Neuglück Spat, Flurstück 622 (Beyer 1995: Nummer  91)
    - 52     Halde eines Tageschachts auf den Kalb Stehenden, Flurstücke 617 und 620 (Beyer 1995: Nummer  92)
    - 53       Halden- und Pingenzug von Tageschächten auf den Bär Flachen, Flurstücke 610, 613, 614 und 621 (Beyer 1995: Nummer  93–102, Bergbaukarte 2008: Nummer 254a, 254b [hier als Schächte auf den Bär Stolln verzeichnet])

  - D7:
    - 54     Halde des Neuen Schachts auf dem Hoffend Glück Stehenden, Flurstück 440 (Beyer 1995: Nummer  74, Bergbaukarte 2008: Nummer 245)
    - 55     Halde des Hoffend Glück Tageschachts, Flurstück 448 (Beyer 1995: Nummer  75, Bergbaukarte 2008: Nummer 257)
    - 56     Halde des Junger Himmelsfürst Tageschachts, Flurstück 448 (Beyer 1995: Nummer  76, Bergbaukarte 2008: Nummer 258)
    - 57     Halde eines Tageschachts auf dem Jupiter Stehenden, Flurstück 448 (Bergbaukarte 2008: Nummer 259)
    - 58     Halde des Brettkammer Schachts, Flurstück 440 (Beyer 1995: Nummer  77, Bergbaukarte 2008: Nummer 260)

  - E7:
    - 59     Halde eines Tageschachts auf den Nimm dich in Acht Flachen, Flurstück 440 (Beyer 1995: Nummer  78, Bergbaukarte 2008: Nummer 246a)
    - 60     Halde eines Tageschachts auf den Nimm dich in Acht Flachen, Flurstück 440 (Beyer 1995: Nummer  79, Bergbaukarte 2008: Nummer 246b)
    - 61     Halde eines Tageschachts auf den Nimm dich in Acht Flachen, Flurstück 424 (Beyer 1995: Nummer  80, Bergbaukarte 1990: Nummer 194, Bergbaukarte 2008: Nummer 246c)
    - 62     Halde eines Tageschachts auf den Nimm dich in Acht Flachen, Flurstück 421 (Beyer 1995: Nummer  81, Bergbaukarte 1990: Nummer 210, Bergbaukarte 2008: Nummer 246d)

  - D8:
    - 63     Halde eines Tageschachts auf den Jupiter Stehenden, Flurstücke 440 und 448 (Beyer 1995: Nummer  82, Bergbaukarte 2008: Nummer 266a)
    - 64     Halde eines Tageschachts auf den Jupiter Stehenden, Flurstück 418/7 (Bergbaukarte 2008: Nummer 266b)

  - E8:
    - 65      Halde des Jung Einhorn Tageschachts – zur Jung Einhorn Fundgrube gehörig, Flurstück 409, erstreckt sich auch über die Gemarkung Brand-Erbisdorf, vgl. Halde mit der Nummer 59 (Beyer 1995: Nummer  83 (Ortsteil Himmelsfürst), Bergbaukarte 1990: Nummer 211, Bergbaukarte 2008: Nummer 288)

Halden-Nummerierung Stand 1995, erarbeitet von Joachim Beyer (einige Halden sind bereits einzeln nach der Liste des Landratsamtes Freiberg aufgenommen, hier wird verwiesen).

VI. Ortsteil Himmelsfürst:
  - 51. Drei Lilien (siehe Alte breite Aue)
  - 52. Elias Fundgrube
  - 53. Junge breite Aue
  - 54. Alte breite Aue
  - 55. Drei Vettern-Fundschacht
  - 56. Osterlamm
  - 57./58. Tageschacht (auf dem Einhorn Stehenden)
  - 59. Wach auf Römisch Reich Kunstschacht
  - 60. Gnade Gottes
  - 61. Schießhalde-Schacht
  - 62. Segen Gottes auf den Spatgang
  - 63.–65. Tageschacht
  - 66. Brandensteinschacht
  - 67. Fürstenschacht
  - 68. Nielig-Tageschacht
  - 69. Bärschacht
  - 70. Neuer Pfannenschacht
  - 71. Frankenschacht
  - 72. Dorotheen-Tageschacht
  - 73. Fund- und Kunstschacht
  - 74. Neuer Tageschacht
  - 75. Hoffend Glück Tageschacht
  - 76. Jung Himmelsfürst Tageschacht
  - 77. Brettkammer Schacht
  - 78.–81. Alter/Tageschacht (auf dem Nimm dich in Acht Stehenden)
  - 82. Tageschacht (auf den Jupiter Stehenden)
  - 83. Jung Einhorn Fundgrube
  - 84. Vertrau auf Gott Schacht
  - 85. Reichelt-Schacht
  - 86. Grünrosner Tageschacht
  - 87. Albert-Schacht oder Kalb Fund- und Kunstschacht
  - 88. Halde am ehemaligen Mundloch des Erzengel Stollns
  - 89. Tageschacht (auf den Benjamin Stehenden)
  - 90. Siegismund-Schacht
  - 91. Halden- und Bingezug (auf dem Kalb Stehenden)
  - 92. Tageschacht
  - 93.–102. Tageschacht (auf den Bär Fl.)
  - 103. Halde am ehemaligen Mundloch des Hilf Gott zu Glück und Segen Stollns
2. ↑  Teilstück der Bahnstrecke Brand-Erbisdorf–Langenau:

Im Jahr 1890 wurde die Eisenbahnlinie Berthelsdorf–Großhartmannsdorf mit der Zweiglinie Brand–Langenau für den Personen- und Güterverkehr eröffnet und damit die Himmelsfürst Fundgrube an das sächsische Eisenbahnnetz angeschlossen. Dies vereinfachte nicht nur den Transport von Erzen in die fiskalischen Hüttenwerke bei Freiberg, sondern auch die Anlieferung von Materialien für den Bergbau- und Erzaufbereitungsbetrieb. Damit führte das neue Transportmittel zu einer enormen Kostenersparnis für die Fundgrube, da der Transport zuvor zeitintensiver und in kleineren Chargen mit Fuhrwerken zu verrichten war.

Neben einem auf der Westseite der Haltestelle Himmelsfürst (vgl. 09304483) eingerichteten Verladegleis für Erze aus dem Frankenschacht (vgl. 09208602) wurden auch die Himmelsfürster Wäschen (vgl. 9208662) sowie der Glück auf Schacht (vgl. 08991313) über Zweiggleise an die Eisenbahnlinie angeschlossen.

Neben der Aufschüttung eines Erddammes waren aufgrund des Geländeprofils sowie der bestehenden und zu überbrückenden Infrastruktur auch einige Kunstbauten notwendig, darunter das eindrucksvolle, 1889 errichtete Eisenbahnviadukt. Die genietete, bei Streckenkilometer 2,686 errichtete Gitterträgerbrücke besitzt eine Länge von 87 Metern, eine Höhe von 7,2 Metern sowie eine Breite von 4,2 Metern. Das Gerüstpfeilerviadukt in Trestle-Bauweise lagert auf vier Stützpfeilern mit jeweils vier Klinkersockeln sowie zwei aus Bruchstein gemauerten Widerlagern am jeweils anschließenden Bahndamm. Die über die Gitterträger herausragenden hölzernen Eisenbahnschwellen bilden zu beiden Seiten der Schienen einen mittels Geländer gesicherten Bediensteg. Gitterträger (Alternative gegenüber Vollwandträger, Material- und Gewichtsersparnis, zudem kurze Bauzeit und geringerer Windwiderstand) mit obenliegender Fahrbahn, horizontalem Windverband und Querverband. Erste Gitterträgerbrücke in Stahlbauweise 1845 über den Royal-Canal, Hochzeit in den 1860er Jahren, vereinzelt noch bis 1900 eingesetzt, heute kaum noch erhalten, wichtige Zeugnisse für die Geschichte des Ingenieurbaus.

Bei Streckenkilometer 2,792 besteht ein weiterer, etwa 6 Meter langer Durchbruch im Bahndamm, der mittels einer einfachen Konstruktion aus Stahlträgern überbrückt wird. Hier kreuzte die Eisenbahnlinie den an dieser Stelle heute nicht mehr sichtbaren Kunst- und Wäschgraben (vgl. 9208662) zwischen Vertrau auf Gott Schacht und Mittlerer Wäsche.

Das Teilstück der 1998 stillgelegten Eisenbahnzweiglinie Brand–Langenau ist im Kontext des heute noch erhaltenen Ensembles der Himmelsfürst Fundgrube ein wichtiges Zeugnis für die wirtschaftliche Weiterentwicklung der Grube zum Ende des 19. Jahrhunderts, sorgte der Anschluss an das sächsische Eisenbahnnetz doch für eine wesentliche Vereinfachung des Erztransportes zwischen dem Abbau- und Aufbereitungsort sowie den Freiberger Hüttenwerken. Es ist daher von verkehrs-, regional- und bergbauhistorischer Bedeutung. Zusammen mit dem eindrucksvollen, für die Geschichte des Ingenieurbaus bedeutenden Eisenbahnviadukt, als Gitterträgerkonstruktion inzwischen von Seltenheitswert, ist das Teilstück der Eisenbahnlinie zudem von landschafts- bzw. ortsbildprägender Bedeutung. Dem Kunstgrabendurchlass kommt darüber hinaus auch als Zeugnis für den ehemaligen Verlauf des Kunst- und Wäschgrabens eine bergbauhistorische Bedeutung zu.
3. ↑  Mittlere Wäsche, Lange Wäsche:

Mit der stetigen Erweiterung des Grubenfeldes der Himmelsfürst Fundgrube (vgl. zur Geschichte der Fundgrube das Sachgesamtheitsbestandteildokument, 09208116) sowie der dadurch ansteigenden Mengen an aufzubereitendem Erz entstanden abschnittsweise mehrere standortnahe Erzwäschen, beginnend mit ersten kleineren Aufbereitungsanlagen um 1735. In den Jahren 1741/42 folgte die Errichtung einer neuen Stoßherdwäsche, später Untere (alte) oder Gräupel-Wäsche genannt, die heute unterhalb der Halde des Franken Schachtes nur noch als Ruine erhalten ist. Um diese Anlage mit ausreichend Aufschlag- bzw. Wäschwasser zu versorgen, verlängerte die Fundgrube 1742 einen von den Langenauer Pochwerksteichen gespeisten Kunstgraben bis in das Himmelsfürster Gebiet, den Langenauer Kunstgraben bzw. Himmelsfürster Wäschgraben (vgl. 08991262). 1753 ließ die Fundgrube neben der Erzwäsche ein Trockenpochwerk errichten, das heute, ebenso wie die benachbarte, 1876 erbaute Brettschneidemühle, in stark umgebauter Form noch erhalten ist.

Im Jahr 1770 entstand etwa 100 Meter weiter südlich dieses Standorts eine neue Erzwäsche, die zunächst als Obere Wäsche, später aber als Mittlere oder Lange Wäsche bezeichnet wurde. Sie lag in der Nähe des Zusammenflusses der beiden vom Gelobt Lander Teich sowie den Langenauer Pochwerksteichen herbeigeführten, teils verröschten Kunstgräben (vgl. 09208593 sowie 08991262). Über einen teils befestigten Erddamm sowie ein Holzgerinne wurde das benötigte Aufschlag- und Wäschwasser in die Erzwäsche hineingeleitet. Darauf sammelte man das auf den Herden „verbrauchte“ Wäschwasser in den nördlich gelegenen Schlammsümpfen, um die noch erzhaltigen Schlammmassen abzusondern und wieder in den Aufbereitungsprozess zurückzuführen. Das geklärte Wäschwasser wurde dann über den Herdflutgraben (vgl. 09304687) zur Striegis abgeschlagen. Das Aufschlagwasser hingegen trieb nicht nur die Wasserräder der Mittleren Wäsche an, sondern beaufschlagte nachfolgend auch die der Brettschneidemühle, des Trockenpochwerks sowie der Unteren Stoßherdwäsche, bevor es schließlich unter Tage noch auf das Kehrrad und die zwei Kunsträder des Himmelsfürster Kunstschachts fiel (vgl. 09208602).

Die aus dem Dorothea sowie Franken Schacht geförderten Roherze wurden den Wäschen anfänglich per Karren oder mittels einfacher Huntelaufbahnen zugeführt. Gegen Mitte des 19. Jahrhunderts war die Halde um den Franken Schacht jedoch derart großflächig um die Aufbereitungsanlagen herum „gewachsen“, dass die Himmelsfürst Fundgrube diesen Umstand zur Anlage einer Eisenschienenbahn zwischen dem Förderschacht und der Mittleren Wäsche nutzte. Die westliche Haldenkante wurde dafür zu einem 126 Meter langen, mit Bruchsteinmauerwerk befestigten Erzbahndamm ausgeformt. An der südlichen Haldenkante schloss sich eine etwa 5 bis 7 Meter breite und 30 Meter lange, bruchsteinerne Vierbogenbrücke an, über die die erzgefüllten Hunte nun direkt in das Obergeschoss der Erzwäsche gelangen konnten. Von dort wurden die Erze zum Pochwerk in das Erdgeschoss des Wäschengebäudes gerollt. Die nachfolgenden Erzaufbereitungsprozesse erfolgten in den Anbauten bzw. im Freien. Im Obergeschoss des Hauptgebäudes befand sich eine Tischlerei. Sowohl das Wäschengebäude als auch der befestigte Erzbahndamm mit den Pfeilerresten der Bogenbrücke sowie Teile der Wasserzuleitungsanlagen haben sich bis heute erhalten.

Mit der Aufnahme des Vertrau auf Gott Schachtes im südwestlichen Himmelsfürster Grubenfeld im Jahr 1779 verloren die beiden bestehenden Erzwäschen schließlich ihre zentrale Lage, so dass 1793/94 unmittelbar unterhalb der neu entstehenden Halde eine weitere Stoßherdwäsche errichtet wurde, die heute nicht mehr erhaltene, Obere (neue) Wäsche (vgl. 09208669). Auch dieser Aufbereitungsstandort erfuhr mehrere Erweiterungen, so kam etwa 1846 ein Trockenpochwerk sowie eine zweite Abläuter-, Klaube- und Setzwäsche zu den bestehenden Anlagen. 1861/62 wurde zwischen der Reichelt sowie der Vertrau auf Gott Schachthalde ein Walzwerk und Dampfwalzwerk zur Verarbeitung von Walzerz errichtet, 1878 eine Scheidebank an das Wäschengebäude angegliedert und 1891/92 ein Dampftrockenpochwerk auf der gegenüberliegenden Straßenseite erbaut. Zwischen 1893 und 1895 erhielt letzteres eine neue mit Dampfhammer ausgerüstete Bergschmiede als Nachbargebäude. Sowohl Dampftrockenpochwerk als auch Bergschmiede sind als einzige Gebäude dieses jüngsten Aufbereitungskomplexes wenn auch in stark umgebauten Zustand noch erhalten.

Einen weiteren Erzaufbereitungsstandort erwarb die Himmelsfürst Fundgrube mit der Übernahme der weiter östlich gelegenen, benachbarten Gelobt Land Fundgrube (vgl. 09208584) im Jahr 1854. Die Gelobt Lander Wäsche wurde 1869 abgebrochen und in modernisierter Form neu aufgebaut. Heute sind auch von dieser Anlage nur noch Ruinen erhalten.

Mit der Anbindung der Himmelsfürst Fundgrube an das sächsische Eisenbahnnetz im Jahr 1890 (vgl. 09208603) erhielten auch die Erzwäschen per Zweiggleis die Möglichkeit, den Transport der aufbereiteten Erze zu den Freiberger Hüttenwerken verhältnismäßig unkompliziert bewerkstelligen zu können. Von den Zweiggleisen zur Mittleren sowie zur Oberen Wäsche sind heute allerdings keine Spuren mehr vorhanden. Allerdings kreuzte die Eisenbahnstrecke den vom Gelobt Lander Teich zur Mittleren Wäsche führenden Kunstgraben, so dass der an dieser Stelle notwendige Bahndamm einen heute noch sichtbaren Durchlass erhielt. Der ebenfalls zu überquerende Langenauer Kunstgraben war hier noch verröscht und daher unproblematisch.

Aufgrund der teils starken Überformung erhaltener Gebäude sowie der in den ursprünglichen Bestand sehr einschneidenden Gebäudeabbrüche nach Stilllegung des Bergbaus auf Himmelsfürst 1913 bzw. 1970 verbleiben heute nur sehr wenige authentische Zeugnisse der einst sehr umfangreichen Himmelsfürster Erzaufbereitungsanlagen.

Verhältnismäßig wenig überformt ist hier das zweigeschossige, auf längsrechteckigem Grundriss errichtete Gebäude der Mittleren Wäsche, welches ursprünglich ein Fachwerkobergeschoss aufwies. Heute zwar unter Putz verborgen, sind aber wahrscheinlich noch Teile des Fachwerks erhalten. Die Fensteraufteilung ist jedenfalls überwiegend dieselbe geblieben. Die Wäsche erhielt vermutlich nach 1852 zwei Anbauten und einen dritten nach 1912.

Trotz der vorgenommenen Umbauten, der fehlenden technischen Ausstattung sowie der Nutzungsänderung ist der Zeugnis- und Dokumentationswert der Mittleren Wäsche aufgrund der im direkten Umfeld erhaltenen weiteren funktionalen Bestandteile dieser Aufbereitungsanlage nur wenig beeinträchtigt. So verdeutlichen sowohl der Standort nahe einem Hauptförderschacht als auch die Lagebeziehung zu den weiteren – zumindest fragmentarisch erhaltenen – Aufbereitungsanlagen, vor allem aber die Wasserzuleitungsanlage  an der Rückseite des Gebäudes sowie die Anlagen zur Roherzanlieferung und zum Erzabtransport die Einbettung der Erzwäsche in die Energie-, Rohstoff- und Warenströme sowie in die dafür notwendigen Infrastrukturen der Himmelsfürst Fundgrube. Die Funktion der Erzwäsche und der umgebenden Anlagen bleibt weiterhin ablesbar, so dass hier ein einzigartiges Zeugnis der Bergbaugeschichte erhalten blieb. Auch innerhalb des Brander Reviers zählt die Mittlere Wäsche zu den am wenigsten beeinträchtigten Aufbereitungsanlagen, so dass sich über die Himmelsfürst Fundgrube hinaus eine bergbaugeschichtliche Bedeutung dieser Anlage ableiten lässt.
4. ↑  Ehemaliges Wassergöpel-Treibehaus auf dem Dorothea Schacht der Himmelsfürst Fundgrube:

Nachdem sich die Abbautätigkeiten der Himmelsfürst Fundgrube zunächst um den weiter östlich gelegenen Erzgang Himmelsfürst Stehenden konzentrierten (vgl. zur Geschichte der Fundgrube 09208116), wurden ab 1718 erste Schächte auf den Dorothea Stehenden abgeteuft. Zur Förderung der Erze aus diesem Bereich des Grubenfeldes setzte man in der Folgezeit noch Handhaspeln ein. Erst in den Jahren 1774/1775 teufte die Fundgrube einen ab 1779 mittels Pferdegöpel angetriebenen Hauptförderschacht ab, den Dorothea Treibeschacht.

Zwischen 1780 und 1790 wurde die Fördertechnik der Himmelsfürst Fundgrube schließlich unter der Leitung des ersten sächsischen Kunstmeisters und Maschinendirektors Johann Friedrich Mende modernisiert. So bestand westlich des Dorothea Treibeschachtes bereits ein 1751 abgeteufter und mit zwei untertägigen Kunsträdern ausgerüsteter Kunstschacht auf dem Teich Flacher. Über die für die Wasserhebung eingesetzten Kunsträder ließ Mende nun ein Kehrrad einbauen, welches über ein Kunstkreuz in der obertägigen Gestängekaue (vgl. 09208602) sowie ein 73 Meter langes Feldgestänge die Seilkörbe im Dorothea Treibeschacht antrieb. So konnte die Erzförderung ab 1781 maschinell mit Hilfe eines Wassergöpels erfolgen.

Zwischen 1788 und 1790 teufte die Himmelsfürst Fundgrube einen weiteren Förderschacht, den Franken Kunst- und Treibeschacht (vgl. 09208602), auf dem Teich Flachen ab, der ebenfalls mit Hilfe des bestehenden Kehrrades und über ein zweites, kürzeres Feldgestänge betrieben wurde. So diente der Wassergöpel wahlweise als Antriebsmaschine zur Erzförderung aus dem Dorothea Treibeschacht oder dem Franken Treibeschacht und machte als technische Meisterleitung dieser Zeit sowohl Mende als auch die Himmelsfürst Fundgrube berühmt. Während einer Periode zurückgehender Erzanbrüche warf die Fundgrube den Dorothea Treibeschacht 1836 ab, entfernte die zugehörige Förderanlage samt Feldgestänge und verwahrte den Schacht. Das Treibehaus blieb erhalten und um 1856 zum Steigerwohnhaus umgebaut. Die zugehörige Halde wurde schließlich 1890 beim Bau der in unmittelbarer Nähe vorbeigeführten Eisenbahnstrecke Brand–Langenau (vgl. 09304483 und 09208603) eingeebnet.

Durch den Umbau zum Wohnhaus wurde das äußere Erscheinungsbild des ehemaligen Treibehauses verändert. Weitere Baumaßnahmen bedingten eine erneute Vereinfachung der Fassade. Das ansonsten sehr schlichte Putzgebäude mit einem weiträumigen Erdgeschoss und breiten, heute verputzten Fachwerkgiebeln beeindruckt aber weiterhin durch sein hohes, äußerst steiles Satteldach mit Fledermausgauben und Dachhechten, welche teils im Zusammenhang mit dem Einbau von Wohnungen  nachträglich aufgesetzt wurden. Trotz aller äußerlichen und im Inneren erfolgten Änderungen ist davon auszugehen, dass sowohl das Erdgeschossmauerwerk als auch der Dachstuhl aus der Erbauungszeit stammen.

Schon allein die Tatsache, dass es sich bei diesem Schachtgebäude um das älteste Bauwerk dieser Art in Himmelsfürst handelt, begründet dessen bergbau- und ortsgeschichtliche Bedeutung. Außerdem ist es – trotz der nicht mehr erhaltenen technischen Ausstattung – ein wesentliches bauliches Zeugnis für die Einführung moderner und hochkomplexer Förderanlagen im Brander Revier, welche der bereits bedeutenden Himmelsfürst Fundgrube und dem sächsischen Kunstmeisters Mende zur Berühmtheit verhalfen. Damit ist das Dorothea Treibehaus nicht nur hinsichtlich seines Dokumentwertes für die Entwicklungsgeschichte der Himmelsfürst Fundgrube und insbesondere der eingesetzten Fördertechnik, sondern zugleich auch personengeschichtlich bedeutend. Die Umgestaltung des Treibehauses zum Wohnhaus für Steiger, also für Grubenbeamte, steht als typischer Nachnutzungsart für aufgelassene Tagegebäude trotz aller äußerlichen Veränderungen nicht dem Denkmalwert des Gebäudes entgegen.
5. ↑  Ehemaliger Förderturm, Gestängekaue (Nr. 11) und Halde des Franken Treibeschachtes sowie Haldenstützmauern und Reste einer Erzrolle:

Nachdem sich die Abbautätigkeiten der Himmelsfürst Fundgrube zunächst um den weiter östlich gelegenen Erzgang Himmelsfürst Stehenden und später um den Dorothea Stehenden konzentrierten (vgl. zur Geschichte der Fundgrube 09208116), näherte man sich ab 1715 dem heutigen Frankenschachter Gebiet und baute ab 1735 auf dem ergiebigen und für die Fundgrube sehr bedeutenden Erzgang Teich Flacher. 1751 wurde etwa 150 Meter nördlich des Fundschachts auf dem Teich Flachen ein Kunstschacht abgeteuft und mit zwei Kunstgezeugen zur Wasserhaltung der inzwischen im Tiefbau betriebenen Grubenbaue ausgerüstet. Die zugehörigen Kunsträder erhielten ihr Aufschlagwasser mittels Kunstgräben vom Gelobt Land Teich (vgl. 09208676) bzw. von den Langenauer Pochwerksteichen (vgl. 8991262) über die benachbarten Erzaufbereitungsanlagen (vgl. 9208662). Abgeschlagen wurde es anschließend über die jeweiligen Wasserlösestolln.

Im Zuge einer umfangreichen Modernisierung der Himmelsfürster Fördertechnik ließ der erste sächsische Kunstmeister und Maschinendirektor Johann Friedrich Mende über die zwei Kunsträder ein Kehrrad einbauen, welches ab 1781 über ein Kunstkreuz in einer obertägigen Gestängekaue sowie über ein 73 Meter langes Feldgestänge die Förderkeilkörbe im östlich gelegenen Dorothea Treibeschacht (vgl. 09304242) antrieb. Zwischen 1788 und 1790 teufte die Himmelsfürst Fundgrube einen weiteren Förderschacht, den Franken Kunst- und Treibeschacht – benannt nach dem Himmelsfürster Obersteiger Carl Friedrich Franke, auf dem Teich Flachen ab. Der saiger angelegte Schacht traf in einer Teufe von 75 Metern auf den tonnenlägigen Kunstschacht und wurde dann neben diesem im Einfallen des Ganges weiter niedergebracht. Die zugehörige Förderanlage betrieb man ebenfalls von der Gestängekaue aus mit Hilfe des bestehenden Kehrrades und über ein zweites, nur 29 Meter langes Feldgestänge. So diente der Wassergöpel wahlweise als Antriebsmaschine zur Erzförderung aus dem Dorothea Treibeschacht oder dem Franken Treibeschacht und machte als technische Meisterleitung dieser Zeit sowohl Mende als auch die Himmelsfürst Fundgrube berühmt. Nach dem Abwerfen des Dorothea Treibeschachts im Jahr 1836 und der darauffolgenden Demontage des zugehörigen Feldgestänges trieb der Wassergöpel noch bis 1843 die Förderanlage des Franken Schachts über das kürzere Feldgestänge an. Anschließend entfernte man das Gestänge. Stattdessen wurde eine Seiltrommel über dem Kehrrad eingebaut, so dass nun Seile die Antriebskraft des Wassergöpels über eine hölzerne Seildrift zwischen Gestängekaue und neu errichtetem Treibehaus übertragen konnten.

Mit der Einbringung des Rothschönberger Stollns in den Franken Schacht im Jahr 1882 verringerte sich die Höhe, auf die die Grubenwasser aus dem Tiefsten zum Wasserlösestolln gehoben werden mussten, um 114 Meter. Diese freiwerdende Fallhöhe konnte durch eine 1883 eingebaute Wassersäulenmaschine zum Betreiben der Kunstgezeuge ausgenutzt werden. Zwei weitere Wassersäulenmaschinen trieben die beiden zwischen 1886 und 1888 eingebauten Fahrkünste an, welche das Ein- und Ausfahren der Bergleute im Franken Schacht wesentlich erleichterten. 1889 erhielt der Franken Schacht eine Dampffördermaschine, das nun obsolete Kehrrad konnte aus dem Kunstschacht entfernt werden. Das alte Treibehaus mitsamt der Seilbrücke wurde ebenfalls abgebrochen und durch einen neuen Förderturm mit eisernem Fördergerüst ersetzt.

Allen Modernisierungen im Förderbetrieb und in der Aufbereitung zum Trotz erreichte die Himmelsfürst Fundgrube angesichts der sinkenden Silberpreise jedoch keinen wirtschaftlicher Betrieb mehr, so dass 1913 die Stilllegung des Grubenbetriebs erfolgen musste. Nach der Flutung der Grubenbaue auf das Niveau des Rothschönberger Stollns und der Verwahrung der Schachtanlagen blieb lediglich die 1902 nochmals erneuerte Dampfmaschine des Franken Schachts zur Elektrizitätserzeugung für Brand-Erbisdorf und die dortige Industrie weiter in Nutzung.

Nach dem Zweiten Weltkrieg wurde das ehemalige Himmelsfürster Grubenfeld und damit auch der Franken Schacht von 1947 bis 1950 durch die SAG Wismut sowie anschließend von 1951 bis 1969 durch den VEB Bleierzgruben „Albert Funk“ Freiberg – ab 1961 VEB Bergbau- und Hüttenkombinat „Albert Funk“ Freiberg – zum Abbau von Blei- und Zinkerzen wiedererschlossen. Mit dem Ende dieser zweiten Betriebsperiode 1969 erfolgte allerdings bis 1970 erneut die Verwahrung des zur Förderung reaktivierten Franken Schachts.

Von den ursprünglich sehr umfangreichen obertägigen Schachtanlagen haben sich trotz der in den Gebäudebestand stark eingreifenden Abbruchmaßnahmen nach Ende der Bergbauperiode wesentliche Teile erhalten, so etwa der hohe Frankenschachter Förderturm und die Gestängekaue.

Der monolithartige, dreigeschossige Massivbau des Förderturms (Am Frankenschacht 14) aus dem Jahr 1889 mit einfacher Lisenen- und Backsteingliederung sowie Satteldach ist – mit Ausnahme des abgebrochenen eisernen Fördergerüsts – noch heute weitgehend original erhalten. Er dominiert in seiner Höhe und Gestaltung den ehemaligen Bergbaustandort Himmelsfürst und prägt das Landschafts- und Ortsbild wesentlich. Ein südlicher Anbau des Förderturms, die ehemalige Scheidebank, sowie ein östlich anschließendes Gebäude, das ehemalige Erzausschlagehaus, weisen einen stark umgebauten Zustand auf und werden heute als Wohnhäuser genutzt (beide sind daher lediglich Sachgesamtheitsteile der Sachgesamtheit). Lediglich Ruinenreste weisen noch auf das benachbarte Maschinen- und Kesselhaus mitsamt Schornstein sowie das große Schachtgebäude auf dem Dampfmaschinenhilfskunstschacht hin.  Damit ist der Förderturm eines der letzten authentischen Sachzeugnisse der Erzförderung auf der wichtigsten Schachtanlage der Himmelsfürst Fundgrube in ihrer ersten Betriebsperiode.

In Verbindung mit der Gestängekaue (Am Frankenschacht 9) – einem eingeschossigen, 1781 errichteten Gebäude aus massivem Bruchsteinmauerwerk mit flachem Satteldach – dokumentiert er auch die Weiterentwicklung der auf Himmelsfürst eingesetzten Fördertechnik. Während die Gestängekaue vor allem ein bauliches Zeugnis für die bemerkenswerte Wassergöpel-Förderanlage Mendes ist, steht der Förderturm für die letzte Entwicklungsstufe der hiesigen Fördertechnik mittels Dampffördermaschine. Dementsprechend sind beide Anlagen nicht nur von großer bergbauhistorischer Bedeutung, sondern zusammen mit dem Dorothea Treibehaus (vgl. 09304242) auch als Zeugnisse für das Wirken des ersten sächsischen Kunstmeisters und Maschinendirektors Johann Friedrich Mende personengeschichtlich relevant und dazu von Seltenheitswert.

Neben diesen ehemaligen Tagegebäuden verdient zudem die großräumige, teils von Haldenstützmauern gefasste Halde nicht nur aufgrund ihrer landschafts- und ortsbildprägenden Wirkung Beachtung. Sie  veranschaulicht aufgrund ihrer Größe und im Vergleich mit den vielen kleineren, mit Handhaspeln betriebenen Halden des Reviers die auf diesem Hauptförderschacht eingesetzten modernen Fördertechniken. Im Kontext mit dem Förderturm und der 1889 angelegten Erzrolle sowie dem von der Halde zu den Aufbereitungsanlagen führenden Erzbahndamm (vgl. 9208662) können auch heute noch die funktionalen Zusammenhänge zwischen Erzförderung, Erzscheidung, dem Abkippen des tauben Gesteins auf der Halde sowie dem Transport der Roherze zur Aufbereitung nachvollzogen werden. Somit besitzt das Frankenschachter Ensemble trotz aller Veränderungen und Eingriffe einen großen Aussage- und Dokumentationswert für die Entwicklungsgeschichte der einst überregional bedeutenden Himmelsfürster Fundgrube.

  - Treibehaus: monolithartiger, dreigeschossiger Massivbau mit einfacher Lisenen- und Backsteingliederung, Satteldach, um 1740 Abteufen des saigeren Schachtes, traf in etwa 70 m Teufe auf einen tonnlägigen Schacht im Erzgang "Teich Flacher", zunächst Haspelförderung, um 1750 Ausbau zum Kunstschacht.
  - Ausstattung mit zwei 12 m hohen Kunsträdern, seit etwa 1790: der Frankenschacht wird nach dem ersten Obersteiger von Himmelsfürst-Fundgrube, C.F. Franke, so genannt, 1790 Anschluss des Feldgestänges, Förderung mit Wasserkraft, ab 1836 nach Beseitigung des Feldgestänges Einbau einer Seiltrommel in die Gestängekaue über dem Kehrrad und Führung der Förderseite von der Trommel durch eine schräge Seilbrücke zum Schacht, bis 1889 in Betrieb, 1869 Installation eines Dampfkunstzeuges, 1882: der Rothschönberger Stolln erreicht den Frankenschacht in 250m Teufe, 1883 Einbau einer Wassersäulenmaschine in die 114 m Fallhöhe zwischen Moritzstolln und Rothschönberger Stolln zur Wasserhaltung, 1886/89 Einbau von zwei Fahrkünsten, 1889 als Ersatz für den alten Wassergöpel erhielt der Schacht eine Dampfförderanlage mit Treibehaus und eisernem Fördergerüst, 1913 Verfahren der letzten Gewinnungsschicht, Einstellung des Betriebes, Verwendung der Dampfmaschine zur Elektroenergieversorgung für Brand-Erbisdorf und Umgebung, 1946/50 Schacht wird durch die SAG Wismut genutzt, 1951/1969 Wetterschacht für den VEB Bleierzgruben „Albert Funk“, Freiberg, ab 1961 VEB Bergbau und Hüttenkombinat „Albert Funk“, Freiberg, 1970 Verwahrung.
6. ↑  Vertrau auf Gott Treibeschacht:

Im Zuge der Vergrößerung des Grubenfeldes der Himmelsfürst Fundgrube (vgl. zur Geschichte der Fundgrube das Sachgesamtheitsbestandteildokument 09208116) nach Süden wurde 1779, kurz nach der Fertigstellung des Dorothea Treibeschachtes (vgl. 09304242), ein weiterer Hauptförderschacht, der Vertrau auf Gott Treibeschacht, zur Bewältigung des dortigen Erzförderaufkommens abgeteuft. Auf dem angefahrenen Erzgang Vertrau auf Gott Flacher bestand zwar seit 1705 ein Tageschacht, allerdings war dieser noch als Handhaspelschacht angelegt. Der Vertrau auf Gott Treibeschacht hingegen wurde 1780 mit einem Kehrrad ausgerüstet, das wahlweise die Förder- oder die Wasserkunst antrieb. Ein Kunstgraben leitete das notwendige Aufschlagwasser vom Gelobt Landner Teich (vgl. 09208676) zum neuen Wassergöpel und anschließend weiter zu den Himmelsfürster Erzwäschen (vgl. 9208662).

Um die geförderten Erze standortnah aufbereiten zu können, errichtete die Himmelsfürst Fundgrube in den Jahren 1793/94 eine neue Stoßherdwäsche nördlich der entstandenen Halde, die heute nicht mehr erhaltene Obere Wäsche. Ab 1800 begann die Fundgrube das östliche Grubenfeld aufzuschließen und fuhr 1810 den erzreichen Jupiter Stehenden an. Der Vertrau auf Gott Treibeschacht musste nun auch die Förderung der Erze und tauben Gesteine dieses Ganges übernehmen, eine Mehrbelastung, die zum Abteufen eines weiteren, östlich gelegenen Förderschachtes (vgl. Reichelt Treibeschacht, 09208663) führte.

Der am neuen Schacht vorbei geführte Kunstgraben diente nun auch zur Beaufschlagung des dortigen Wassergöpels. Um das Aufschlagwasser weiterhin zum Kehrrad des Vertrau auf Gott Schachtes zu führen, wurde 1815 eine Abzugsrösche vom Reichelt Schachter Wassergöpel in Richtung Vertrau auf Gott Schacht angelegt und 1816 mit großen Gneisplatten sowie einem Erddamm abgedeckt. Aufgrund der immer größere Teufen erreichenden Grubengebäude und des zunehmenden Mangels an Aufschlagwasser zum Betrieb der Wassergöpel und Kunsträder hielten um 1850 schließlich Dampffördermaschinen Einzug in der Himmelsfürster Fundgrube. So ersetzte in den Jahren 1853/54 auch auf dem Vertrau auf Gott Schacht eine „architektonisch beachtliche Dampfförderanlage“ (Wagenbreth/Wächtler 1986, S. 237) den alten Wassergöpel. Das Treibehaus wurde zu diesem Zweck umgebaut und erhielt einen Kessel- und Maschinenhausanbau.

Auch die Aufbereitungsanlagen erweiterte die Himmelsfürst Fundgrube, um die geförderten Erzmassen bewältigen zu können. So kam 1846 zur bestehenden Erzwäsche ein Trockenpochwerk hinzu. 1861/62 wurde zwischen der Reichelt sowie der Vertrau auf Gott Schachthalde ein Walzwerk und Dampfwalzwerk zur Verarbeitung von Walzerz errichtet, 1878 eine Scheidebank an die Wäsche angegliedert und 1891/92 ein Dampftrockenpochwerk (Bestandteil in der o. g. Sachgesamtheit, vgl. 09208116) auf der gegenüberliegenden Straßenseite erbaut. Mit der Stilllegung der Himmelsfürst Fundgrube 1913 begannen auch auf dem Vertrau auf Gott Schacht die bis 1915 andauernden Aufräum- und Verwahrungsarbeiten. Das einst weithin sichtbare Treibehaus brannte 1931 ab.

Nach Zweiten Weltkrieg wurde das ehemalige Himmelsfürster Grubenfeld und damit auch der Vertrau auf Gott Schacht von 1947 bis 1950 durch die SAG Wismut sowie anschließend von 1951 bis 1969 durch den VEB Bleierzgruben „Albert Funk“ Freiberg – ab 1961 VEB Bergbau- und Hüttenkombinat „Albert Funk“ Freiberg – zum Abbau von Blei- und Zinkerzen wiedererschlossen. Für die Aufbereitung der geförderten Erze waren nun die Freiberger Hüttenwerke zuständig. Unter „Albert Funk“ diente der ehemalige Vertrau auf Gott Treibeschacht allerdings nur noch als Materialtransport- sowie als Wetterschacht für einziehende Wetter.

Mit der erneuten Verwahrung des Vertrau auf Gott Schachts im Jahr 1970 endete diese zweite Betriebsperiode. Der überwiegende Teil der Übertageanlagen wurde in den Folgejahren abgebrochen und die inzwischen ca. 80.000 m² umfassende Halde zum Schutz vor Erosion durch einen Birkenforst rekultiviert.

Zu den erhaltenen Sachzeugnissen des Vertrau auf Gott Treibeschachtes gehören daher neben der großen, tafelförmigen Halde:
  - die Überreste der ehemaligen Fördereinrichtung
  - die Grundmauern des Wassergöpel-Treibehauses mitsamt der Abzugsrösche, von dessen elliptisch gewölbtem Mundloch aus das Aufschlagwasser weiter zu den Himmelsfürster Wäschen geleitet wurde
  - ein Teilstück des teils noch mit Gneisplatten bedeckten Kunstgrabens im südöstlichen Haldenbereich
  - ein Teilstück des älteren, gemauerten Kunstgrabenverlaufs vor der Anlage das Reichelt Schachtes etwas nördlich von diesem
  - der Bewetterungsschacht aus der zweiten Betriebsperiode westlich des Kunstgrabens
  - sowie einige bruchsteinerne Haldenstützmauern

Sie zeugen bruchstückhaft von den einstigen Übertageanlagen eines der Hauptschächte der wichtigsten Silbererzgrube Sachsens, der Himmelsfürst Fundgrube, sowie von den zwischen 1947 und 1969 folgenden neuerlichen Abbautätigkeiten im zugehörigen Grubenfeld durch die SAG Wismut und das VEB Bergbau- und Hüttenkombinat „Albert Funk“ Freiberg. Die erhaltenen Anlagen sind daher für die Geschichte der Himmelsfürst Fundgrube und darüber hinaus auch für die Geschichte des sächsischen Erzbergbaus von großer Bedeutung.

Anhand der eindrucksvollen Größe der Halde sind auch heute noch die beträchtlichen Mengen geförderter Erze zu erahnen, so dass diese nicht nur landschaftsprägend ist, sondern zugleich einen hohen Erlebnis- und Erinnerungswert besitzt. Die baulichen Reste der Förderanlage sowie des Wassergöpels dokumentieren zudem die hierfür notwendige Fördertechnologie.

Des Weiteren sind die Reste des Wassergöpels zusammen mit dem in Teilstücken erhaltenen Wasserzuführungs- und -abzugssystem ein beeindruckendes Sachzeugnis für die großen Anstrengungen, die im 18. und 19. Jahrhundert von den Himmelsfürster Bergleuten unternommen worden sind, um „die Wasser hoch zu halten“ und diese mehrfach hintereinander als Antriebskraft für Wassergöpel, Kunsträder und Poch- bzw. Stoßherdräder zu nutzen. Hierfür musste das Aufschlagwasser von Verunreinigungen frei gehalten werden, wie an den teils erhaltenen Gneisplatten heute noch ersichtlich ist. Zudem ist das vorliegende Kunstgraben-Teilstück (vgl. auch weitere erhaltene Teilstücke, etwa 09208593) angeschlossen an die historische Revierwasserlaufsanstalt (vgl. 08991218) und damit ursprünglich eingebettet in ein wesentlich größeres, bedeutendes bergbauwasserwirtschaftliches System, das sich von der Flöha bis Freiberg erstreckte und den anliegenden Erzbergbau mit Aufschlagwasser versorgte.
7. ↑  Wartehäuschen der Haltestelle Himmelsfürst:

Im Jahr 1890 wurde die Eisenbahnlinie Berthelsdorf–Großhartmannsdorf mit der Zweiglinie Brand–Langenau für den Personen- und Güterverkehr eröffnet und damit die Himmelsfürst Fundgrube an das sächsische Eisenbahnnetz angeschlossen. Dies vereinfachte nicht nur den Transport von Erzen in die fiskalischen Hüttenwerke bei Freiberg, sondern auch die Anlieferung von Materialien für den Bergbau- und Erzaufbereitungsbetrieb. Damit führte das neue Transportmittel zu einer enormen Kostenersparnis für die Fundgrube, da der Transport zuvor zeitintensiver und in kleineren Chargen mit Fuhrwerken zu verrichten war. So waren auch die Himmelsfürster Wäschen (vgl. 9208662) sowie der Glück Auf Schacht (vgl. 08991313) über Zweiggleise an die Eisenbahnlinie angeschlossen. Da die Haltestelle Himmelsfürst der Zweigstrecke Brand–Langenau (ab 1905 als Bahnhof, ab 1933 wieder als Haltestelle und ab 1964 als Haltepunkt Himmelsfürst geführt) hauptsächlich über ein auf der Westseite eingerichtetes Zweiggleis zum Verladen von Erzen aus dem Frankenschacht (vgl. 09208602) diente, war das vorliegende schlichte, hölzerne Wartehäuschen einziges Zugeständnis für den ebenfalls auf dieser Strecke abgewickelten Personenverkehr.

Es ist daher – zusammen mit dem nahegelegenen Eisenbahnviadukt (vgl. 09208603) – nicht nur ein Zeugnis der 1998 stillgelegten Eisenbahnzweiglinie Brand–Langenau, sondern als Teil des Ensembles um die Himmelsfürst Fundgrube auch für die verkehrstechnische Erschließung und damit für die wirtschaftliche Entwicklung der Region und insbesondere des Bergbaustandorts. Dem Wartehäuschen kommt damit eine regional-, eisenbahn- und bergbaugeschichtliche Bedeutung zu.
8. ↑  Bethaus der Himmelsfürst Fundgrube:

Nachdem das erste Huthaus der Himmelsfürst Fundgrube, das Untere Alt Himmelsfürster Huthaus (vgl. 09247882), aufgrund der Erweiterung des Grubenfeldes nach Westen (vgl. zur Geschichte der Fundgrube 09208116) vermutlich weder zentral genug war noch der Größe der Belegschaft entsprach, errichtete die Fundgrube um 1750 ein neues Huthaus. 1753 wurde eine Betstube in das Gebäude integriert und 1773 ein Dachreiter für eine eigens für die Fundgrube gegossene Bergglocke aufgesetzt.

Mit dem Bau des Neuen Huthauses (vgl. 09208689) im Jahr 1858 verlor das ältere Gebäude seine Funktion als Verwaltungsgebäude der Fundgrube, so dass ein reines Bethaus an gleicher Stelle entstehen sollte. Nach Wagenbreth wurden zu diesem Zweck lediglich Dach sowie Obergeschoss des ehemaligen Huthauses abgebrochen und ein neues Walmdach aufgesetzt. Dietrich und Maruschke hingegen gehen von einem Komplettabbruch des Gebäudes und einem Neubau aus.

Neben dem Betsaal für die Andachten der Bergleute vor dem Einfahren umfasste das Bethaus nun nur noch die Gezähekammer. So wurde auch die Bergglocke aus dem alten in das Neue Huthaus übernommen, während sich die 1845 erworbene und um 1650 vermutlich für einen Adelsbesitz erbaute Betstubenorgel noch bis 1886 im Bethaus in Gebrauch befand (heute im Stadt- und Bergbaumuseum Freiberg). Ein neues in diesem Jahr erworbenes Orgelpositiv blieb bis zur Stilllegung der Fundgrube in Nutzung (heute vermutlich im Deutschen Museum München). Das Bethaus, heute als Wohnhaus genutzt, ist ein schlichter Putzbau über einem L-förmigen Grundriss, das durch die regelmäßige Reihung der Rechteckfenster geprägt wird und durch ein relativ flaches Walmdach abgeschlossen wird.

Es ist aufgrund seiner langjährigen Nutzung als Bethaus für die Himmelsfürst Fundgrube, einer der bedeutendsten Silbergruben des Erzgebirges, von großer bergbauhistorischer Bedeutung. So dokumentiert es nicht nur einen wichtigen Bestandteil des bergmännischen Brauchtums, sondern als Standort bzw. möglicherweise auch Überrest des zweiten Himmelsfürster Huthauses auch die Ausdehnung und das Belegschaftswachstum der Fundgrube selbst. Der Denkmalwert des Gebäudes leitet sich außerdem aus der ortsbildprägenden Bedeutung aufgrund seiner dominanten Ortslage ab.
9. ↑  Neues Huthaus der Himmelsfürst Fundgrube:

Das Neue Huthaus der Himmelsfürst Fundgrube (vgl. zur Geschichte der Fundgrube 09208116), ein repräsentativ gestaltetes und der Größe der damaligen etwa 1500 Mann starken Grubenbelegschaft entsprechendes Gebäude, wurde in den Jahren 1858/59 errichtet. Es löste damit das gegenüberliegende, ältere Huthaus der Fundgrube (vgl. 09247881) in seiner Funktion ab. Neben mehreren Verwaltungsräumen im Obergeschoss waren auch eine Gaststube mit Küche, Stuben für Hutmann, Steiger und Obersteiger sowie eine Silberkammer im Erdgeschoss des Gebäudes untergebracht.

Die Fassade des zweigeschossigen Massivbaus über einem ursprünglich rechteckigen, später L-förmigen Grundriss wird von regelmäßig angeordneten Rechteckfenstern sowie einem flachen Mittelrisalit über drei Fensterachsen an der Frontseite dominiert. Das Gebäude wird durch ein hohes Sattelwalmdach und einen polygonalen Dachreiter mit Pyramidenhelm abgeschlossen. In diesem offenen Uhren- und Glockenturm befindet sich eine Bergglocke mit der Inschrift „Johann Gottfriedt Weinholdt goss mich in Dresden anno 1773. Himmels Fuersten Fund=Grube“, die zuvor im Glockenturm des alten Huthauses hing. Der weitgehend original erhaltene Bau dokumentiert eindrucksvoll die Entwicklung der Himmelsfürst Fundgrube im 19. Jahrhundert und gehört zu den eindrucksvollsten Zeugnissen der Bergbaugeschichte im Brander Revier. Auch die wesentlich ältere Bergglocke belegt bereits den einstigen Wohlstand der Fundgrube, allerdings zeugt die Größe des Neuen Huthauses vom weiteren wirtschaftlichen Wachstum und steigenden Belegschaftszahlen. Der Denkmalwert ergibt sich eindeutig aus der bergbaugeschichtlichen und baugeschichtlichen Bedeutung dieses Bauwerks. Durch seine dominante Lage innerhalb des OTs Himmelsfürst und die Monumentalität des Baukörpers prägt es das Ortsbild maßgeblich.

1572 Verleihung, ab 1747 reiche Silbererzanbrüche, Einleitung einer langen Periode sehr guter Erträge, 1781/90 Bau einer besonderen Förderanlage durch Kunstmeister J. F. Mende, 1783 die Grube „Sieben Planeten“ wird Beilehn, 1792 Besichtigung durch Kurfürst von Sachsen Friedrich August III., 1794 Aufkauf der Grube „Weißer Schwan“ und „Volle Rose“, 1818 Prägung von 500 Ausbeutemedaillen, 1837 Erwerb der Grube „Jung Himmelsfürst“, um 1850 Einsatz von Dampffördermaschinen, 1854 Übernahme der Grube „Gelobt Land“, seit 1857 erneut große Silbererzanbrüche, 1858/59 Bau eines neuen Huthauses, ab 1880 trotz Errichtung moderner Aufbereitungsanlagen allmählicher Niedergang, Grund: Sinken des Silberpreises, 1882 Einbringung des „Rothschönberger Stolln“, 1885 Entdeckung des Silberminerals Argyrodit, der Chemiker der Bergakademie Freiberg, Professor Clemens Winkler wies darin 1886 das Element Germanium nach, 1886 Aufkauf durch den Sächsischen Staat, Belegschaft: ca. 1700 Beschäftigte, 1903 Beschluss des Sächsischen Landtages, den Freiberger Bergbau planmäßig einzustellen, 1913/15 Stilllegung, Aufräumungs- und Verwahrungsarbeiten, erreichte Teufe: ca. 660 m, ab 1946 Neuerschließung des Grubenfeldes durch die SAG Wismut, 1951 Übernahme der Grube durch den VEB Bleierzgruben „Albert Funk“ Freiberg, ab 1961 VEB Bergbau- und Hüttenkombinat „Albert Funk“, Freiberg, 1962 Durchschlag des Querschlages zwischen den Gruben Brand und Freiberg in 600 m Teufe, 1965 Aufnahme des Förderbetriebes zum Davidschacht/Freiberg, 1969/70 Schließung und Verwahrung, erreichte Teufe: ca. 800 m (1/2 20. Gezeugstrecke im Bereich des Lade des Bundes-Schachtes), Betriebszeit 1572–1913 und 1946–1969, zweigeschossiger Massivbau über L-förmigem Grundriss, Walmdach mit polygonalem Dachreiter (offener Uhren- und Glockenturm) mit Pyramidenhelm, 1946–1969 (Quellen: MontE-Datenbank).
10. ↑  Grün Rosner Treibeschacht, Weißer Schwan samt Volle Rose Fundgrube:

Der Grün Rosner Treibeschacht befindet sich im südlichen Grubenfeld der Himmelsfürst Fundgrube und gehörte ursprünglich zu einem eigenständigen, dem Himmelsfürst benachbarten Grubenbetrieb, der erst 1791 als Beilehn von Himmelsfürst übernommen wurde (vgl. zur Geschichte der Fundgrube 09208116).

Die seit dem 17. Jahrhundert betriebene Grube Grüne bzw. Volle Rose vereinigte sich 1720 zunächst mit der südöstlich gelegenen Weißer Schwan Fundgrube. Aufgrund guter Erzanbrüche auf dem noch mit Handhaspelförderung bebauten Grün Rosner Stehenden gehörte die nun Weißer Schwan samt Volle Rose genannte Fundgrube zu den Ausbeutegruben des Reviers.

Als man allerdings feststellte, dass dieser Erzgang weiter nördlich als Wiedergefunden Glück Stehender bereits bei der benachbarten Himmelsfürst Fundgrube in Lehn stand, waren ab 1785 langwierige Gangstreitigkeiten die Folge. Bis diese durch ein Urteil des k. k. Berggerichtes zu St. Joachimsthal sowie des Bergschöppenstuhls zu Clausthal im Jahr 1790 zugunsten der Himmelsfürst Fundgrube beendet wurden, mussten beide Grubenbetriebe die Abbautätigkeiten auf dem fraglichen Erzgang einstellen. Dies führte für die Weißer Schwan samt Volle Rose Fundgrube zu einem spürbaren Rückgang der geförderten Erzmengen.

Dem Urteil folgend übernahm die Himmelsfürst Fundgrube schließlich 1791 sämtliche Kuxe von Weißer Schwan samt Volle Rose und gliederte die Fundgrube als Beilehn an das eigene Grubenfeld an. 1794 wurde ein neuer Treibeschacht auf dem Grün Rosner Stehenden abgeteuft, der den alten, noch mit Handhaspel ausgerüsteten Tageschacht ersetzte. Ein Pferdegöpel übernahm nun die Erzförderung für das mit der Übernahme entstandene südliche Grubenfeld der Himmelsfürst Fundgrube.

Das bereits 1775 errichtete Huthaus der Weißer Schwan samt Volle Rose Fundgrube beherbergte ursprünglich eine Betstube, die Gezähekammer und eine Wohnung für den Obersteiger. Bei einem Umbau im Jahr 1852 wurde das bis dahin eingeschossige und mit hohem Mansarddach abschließende Huthaus vermutlich aufgestockt und erhielt das heute noch vorhandene Satteldach. Nachfolgend diente es als Beamten- bzw. Direktorenwohnhaus, in dem auch der letzte Betriebsdirektor der Himmelsfürst Fundgrube und spätere Oberbergrat Oscar Reinhold Lange bis zu seinem Tod im Jahr 1937 wohnte. Verdient machte sich Lange, der ab 1892 als Betriebsassistent bzw. ab 1895 als Betriebsdirektor für die Himmelsfürst Fundgrube tätig war und in dieser Funktion deren Abrüstung von 1903 bis 1914 leitete, besonders durch seinen Plan zur Nutzung der nach der Einstellung des Bergbaus frei werdenden Aufschlagwässer zur Elektrizitätserzeugung. Damit erfuhren die in Jahrhunderten geschaffenen bergbaulichen Wasseranlagen eine Nachnutzung, die für die Nachfolgeindustrie des Bergbaus und den privaten Bedarf große Bedeutung hatte. Lange war dabei maßgeblich an der Konzeption und Ausführung des 1914 in Betrieb genommenen Revierelektrizitätswerks (vgl. hierzu das Kavernenkraftwerk im Drei-Brüder-Schacht, 09201113) beteiligt und stand diesem bis 1931 als Direktor vor.

Die langjährige Nutzung des ehemaligen Huthauses als Beamten- bzw. Direktorenwohnhaus der Himmelsfürst Fundgrube prägte auch das direkte Umfeld. So wurde an der Südseite des Gebäudes eine Gartenterrasse mit bruchsteinernen Umfassungsmauern angelegt, die sich an den zum Teil ebenfalls durch Stützmauern begrenzten, westlich anschließenden Haldenkörper anlehnt. Auf der Halde selbst entstand für die Direktorenfamilie zudem ein Gartenpavillon mit Blick auf den Vertrau auf Gott Schacht sowie den Reichelt Schacht (vgl. 09208669 sowie 09208663).

Von dem Pavillon im nördlichen Teil der großen, das Landschaftsbild prägenden Grün Rosner Halde hat sich heute lediglich das umschließende Halbrondell aus Bruchsteinmauerwerk, gerahmt von zwei Eichen, erhalten. Auch von dem großen Pferdegöpel im südlichen Haldenbereich sind nur Reste der Umfassungsmauern des Treibehauses aus Bruchstein erhalten geblieben, welche die Lage des verwahrten Grün Rosner Treibeschachtes dokumentieren. Derartige Anlagen kamen dort zum Einsatz, wo sich die Einrichtung eines Wassergöpels aufgrund der begrenzten Erzfördermengen oder aufgrund ungenügender Aufschlagwasser nicht rechnete. Sie waren daher auch im Brander Revier weit verbreitet und prägten die Bergbaulandschaft aufgrund ihrer Größe und der auffälligen zeltartigen Dachkonstruktion über der seitlich neben dem Treibeschacht angelegten Pferde-Laufbahn. Heute sind sie jedoch aus dem Landschaftsbild des Brander Reviers verschwunden. Die Umfassungsmauern gehören damit zu den wenigen originalen Zeugnissen dieser Förderanlagen.

Unterhalb der Grün Rosner Halde hat sich neben dem ehemaligen Huthaus ein weiteres ehemaliges Tagegebäude der Weißer Schwan samt Volle Rose Fundgrube erhalten. Möglicherweise im Kern eine alte Kaue blieb das Gebäude, ein schlichter Ziegelbau mit Satteldach, durch seine Nachnutzung als Scheune bis heute erhalten.

Das Ensemble der aus den ehemaligen Tagegebäuden der Weißer Schwan samt Volle Rose Fundgrube sowie der Grün Rosner Halde vermittelt heute noch recht eindrücklich das obertägige Erscheinungsbild einer historischen Grube, auch wenn natürlich im Laufe der Zeit sowohl Veränderungen der Baulichkeiten als auch des Umfeldes erfolgten. Zudem dokumentieren sie die Lage eines der Himmelsfürst Fundgrube einst unmittelbar benachbarten Grubenfeldes, die zu Gangstreitigkeiten und letztlich zur Übernahme von Weißer Schwan samt Volle Rose durch Himmelsfürst führte. Der Denkmalwert des beschriebenen Ensembles ergibt sich somit vor allem aus der bergbauhistorischen Bedeutung. Gleichzeitig erlangt das Huthaus und spätere Direktorenwohnhaus auch personengeschichtliche Bedeutung aufgrund seines für die Regionalgeschichte bedeutsamen Bewohners Oscar Reinhold Lange.

Die Umgestaltung der direkten Umgebung des ehemaligen Huthauses und speziell des Haldenkörpers zu einem Erholungs- und Rückzugsort für die Beamtenfamilien eröffnet außerdem eine sozialgeschichtliche Perspektive. Schließlich ist das Ensemble vor allem auf Grund des großen, weit sichtbaren Haldenkörpers landschaftsprägend.
11. ↑  Halde des Glück auf Schachtes:

Aufgrund reicher Silbererzanbrüche auf dem Erzgang August Flachen im westlichen Grubenfeld der Himmelsfürst Fundgrube (vgl. zur Geschichte der Fundgrube 09208116) ab 1857 begann man schließlich im Jahr 1859 damit, einen eigenen Hauptschacht in diesem Feldteil abzuteufen. 1878 wurde der saigere Neuschacht, ab 1882 Glück auf Schacht genannt, mit der Errichtung der Schachtaufsattelung fertiggestellt und reichte zunächst bis zur 3. Gezeugstrecke hinab. Die Erzförderung erfolgte ab 1878 zunächst provisorisch mit einer älteren Dampffördermaschine aus dem Rothschönberger Stolln. Erst im Jahr 1881 kam eine neue, leistungsfähigere Dampffördermaschine auf dem mit 486 Metern Teufe inzwischen bis auf Ostseeniveau reichenden Schacht zum Einsatz.

Während Erz sowie taubes Gestein bis nach über Tage gefördert wurde, reichte es das anfallende Grubenwasser auf die fünfte Gezeugstrecke zu heben. Auf dieser konnte es zum Frankenschacht (vgl. 09208602) geleitet und dort in den Rothschönberger Stolln verfällt werden. Mit dem Anschluss von Himmelsfürst an das sächsische Eisenbahnnetz (vgl. 09208603) erhielt auch der Glück auf Schacht ein Zweiggleis, was den Erztransport zu den ebenfalls angeschlossenen Himmelsfürster Wäschen (vgl. 09208662) vereinfachte.

Zur Stilllegung der Himmelsfürst Fundgrube im Jahr 1913 erreichte der Glück auf Förderschacht eine Teufe von 680 Metern. Zu dieser Zeit gingen die obertägigen Anlagen in den Besitz der Firma Zementindustrie GmbH Freiberg über, wobei die Verwahrungs- und Aufräumarbeiten am Schacht noch bis 1915 andauerten. 1947 wurde der Glück auf Schacht allerdings durch die SAG Wismut bzw. ab 1951 durch den VEB Bleierzgruben „Albert Funk“ Freiberg, den späteren VEB Bergbau- und Hüttenkombinat „Albert Funk“ Freiberg, wieder erschlossen. Obwohl im ehemaligen Himmelsfürster Grubenfeld zunächst lediglich Erkundungsarbeiten erfolgten, erhielt der Glück auf Schacht 1953 neben einer modernen Kaue auch ein 51 Meter hohes Doppelbock-Fördergerüst mit einer Koepe-Förderanlage. Zu dieser Zeit erreichte der Glück auf Schacht mit etwa 1200 Mann seine höchste Belegschaftsstärke, die um 1960 schließlich wieder auf etwa 500 Mann sank.

Die Aufbereitung der geförderten Blei- und Zinkerze sowie – in sehr geringen Mengen – auch der silber- und spurenmetallhaltigen Erze erfolgte in dieser zweiten Betriebsperiode des Himmelsfürster Bergbaus nicht mehr vor Ort, sondern in den zentralen Aufbereitungsanlagen am David Schacht in Freiberg. Wurde der Erztransport anfänglich noch per LKW realisiert, ermöglichte ein 1962 vollendeter, zehn Kilometer langer Förderquerschlag vom Glück auf Schacht über den Lade des Bundes Schacht (vgl. hierzu die erhaltene große Halde mit der Nr. 271 in der Sachgesamtheit Brander Revier), den Zuger Constantin Schacht und den Thurmhof Schacht in Freiberg einen untertägigen Transport der Erze bis zum David Schacht. Als Transportmittel diente dabei eine bis 1964 fertiggestellte elektrisch betriebene Erzbahn. Ab 1965 konnten die Himmelsfürster und Zuger Erze so im David Schacht nach über Tage gefördert und in der angeschlossenen Aufbereitung weiterverarbeitet werden.

Aufgrund der fallenden Erzpreise kam es jedoch bereits im Jahr 1969 zu einer erneuten Stilllegung des Himmelsfürster Bergbaus. Die Übertageanlagen übernahm der VEB Meliorationsbau Karl-Marx-Stadt, während noch bis 1970 Demontagearbeiten unter Tage ausgeführt wurden. Nach der neuerlichen Verwahrung des inzwischen etwa 800 Meter tiefen Glück auf Schachts folgte im gleichen Jahr der Abbruch des markanten und weithin sichtbaren Fördergerüsts. Die erhaltenen Tagegebäude des stillgelegten Schachtes nutzte von 1970 bis 1990 die Zentrale Betriebsschule des Lichtspielwesens des Ministeriums für Kultur der DDR, die an diesem Standort Facharbeiter und Meister für Filmwiedergabetechnik sowie Filmtheaterleiter ausbildete. Ab 1972 gestaltete man daher die ehemalige Hängebank sowie die Kaue zu Internatsräumen um. Heute befindet sich auf dem Areal die „Glück Auf“-Werkstätte der Lebenshilfe e. V. Freiberg, die 2010 wiederum eine Veränderung der obertägigen Anlagen zufolge hatte.

Damit ist die Grobbergehalde als letztes, authentisches Zeugnis des für die Himmelsfürst Fundgrube sehr bedeutenden, ertragreichen Bergbaubetriebs in ihrem westlichen Grubenfeld anzusehen. Auch dokumentiert sie in ihrer heutigen Form die Lage eines Hauptschachtes der zweiten Betriebsperiode zu DDR-Zeiten, die bis zuletzt noch durch hoffnungsvolle Investitionen, wie etwa den untertägigen Anschluss an das Freiberger Grubenfeld und die Einrichtung einer untertägigen Erzförderbahn, gekennzeichnet war.

Die Halde ist mit etwa 50 Metern Höhe und einem Haldenvolumen von ca. 1.800.00 Kubikmetern eine der größten im Brander Revier. Während sie sich, vom Ortsteil Himmelsfürst aus betrachtet, an das natürliche Geländeniveau anschließt, ist sie aus westlicher Richtung deutlich als stufenartig ausgeformter und das Landschaftsbild prägender Haldenkörper am Hang auszumachen. Damit ist die Glück auf Schachter Halde nicht nur von großer bergbaugeschichtlicher Bedeutung, sondern auch für das Ortsbild charakteristisch und wesentlich.
12. ↑  Reichelt Treibeschacht:

Im Zuge der stetigen Erweiterung des Grubenfeldes der Himmelsfürst Fundgrube (vgl. zur Geschichte der Fundgrube 09208116) nach Südosten wurde in den Jahren 1815 bis 1816 ein neuer Förderschacht, der Reichelt Treibeschacht, auf dem 1810 angefahrenen erzreichen Jupiter Stehenden abgeteuft. Dieser entlastete in Folge den benachbarten Vertrau auf Gott Förderschacht (vgl. 09208669). Der Name des nach dem Silbererzgang auch als Jupiter Treibeschacht geführten Grubenbaus geht auf den noch vor Fertigstellung der Förderanlage im Jahr 1816 verstorbenen, aber für deren Planung maßgeblichen Himmelsfürster Obersteiger Johann Traugott Reichelt zurück. Diese, ein Wassergöpel mit einem 6,72 Meter hohen Kehrrad, trieb dabei bis 1893 die Förderkunst an. Danach erfolgte die Förderung der Erze ausschließlich unter Tage über die bereits 1840 eingerichtete Erzbahn zum Vertrau auf Gott Treibeschacht. 1904 wurde der Reichelt Schacht schließlich verwahrt und die Tagegebäude auf der Halde, das Wassergöpel-Treibehaus sowie die später errichtete Scheidebank, noch vor der Stilllegung der Himmelsfürst Fundgrube 1913 abgebrochen.

Heute sind noch ein Teil der zum Schacht zugehörigen Halde sowie die 1981 während der Abtragung des Haldenkörpers freigelegten Mauerwerksreste des Wassergöpels erhalten, bestehend aus Mauerwerksresten des Treibehauses, des Schachtes sowie der daneben liegenden Kehrradstube mit Gewölbebogenresten sowie dem Aufschlagröschengewölbe in der Längsmauer. Aus östlicher Richtung führen zwei Kunstgräben zur Halde des Reichelt Schachtes, der südliche Kunstgraben sowie der nördliche Herdflutgraben (vgl. zu beiden 09208593). Während letzterer die „verbrauchten“ Wäschwasser aus der Gelobt Lander Wäsche zu den Himmelsfürster Aufbereitungsanlagen weiterleitete, transportierte der Kunstgraben nicht verunreinigte Aufschlag- und Wäschwasser aus dem Gelobt Lander Teich (vgl. 09208676) zur Himmelsfürst Fundgrube. Über eine Aufschlagrösche wurde das Kehrrad, ein mit zwei gegenläufig angeordneten Schaufelkränzen ausgeführtes Wasserrad, von diesem beaufschlagt. Je nach Beaufschlagung und entsprechender Drehrichtung des Kehrrades konnten die am Förderseil befestigten Fördertonnen gehoben oder gesenkt werden. Durch die Nutzung der Wasserkraft waren so Schachtteufen von bis zu 550 Metern mittels einer Förderkunst erschließbar. Das Aufschlagwasser floss anschließend in einem verdeckten Kunstgrabenabschnitt zum Wassergöpel des Vertrau auf Gott Schachts weiter.

Die erhaltene Kehrradstube mitsamt umliegender Halde ist nicht nur für die Erschließungsgeschichte des Reichelt Schachtes sowie der Himmelsfürst Fundgrube insgesamt von Bedeutung, sondern stellt zudem ein bedeutendes Sachzeugnis für die Technik der Erzförderung mittels Wasserkraft dar. Aufgrund der teilweisen Freilegung der Radstube und der daraus folgenden Sichtbarkeit bzw. Zugänglichkeit der Anlage liegt in Verbindung mit den noch fast bis zur Halde heranführenden Kunstgräben zudem ein hoher Dokumentations- und Erlebniswert für den Betrachter vor, der nur unwesentlich durch den derzeitigen Zustand geschmälert wird. Neben der großen bergbaugeschichtlichen Bedeutung kommt für den Haldenkörper schließlich auch eine landschaftsprägende Bedeutung zu.